# Prise électrique
Une prise électrique est un connecteur permettant de relier des appareils électriques, domestiques ou industriels, au réseau électrique, par branchement sur des socles électriques. Leur but est d'assurer la transmission correcte d'un courant électrique pour faire fonctionner l'appareil relié, tout en garantissant la sécurité de la personne qui effectue la connexion.
L'appellation fréquente « prise de courant » vient du fait qu'on s'y approvisionne en courant, mais rigoureusement parlant, le réseau agit comme une source de tension et non de courant. C'est-à-dire que la tension (en volts) est fixée par le réseau et que l'intensité du courant (en ampères) dépend de l'appareil qui y est branché, dans les limites du courant maximal autorisé par chaque prise.

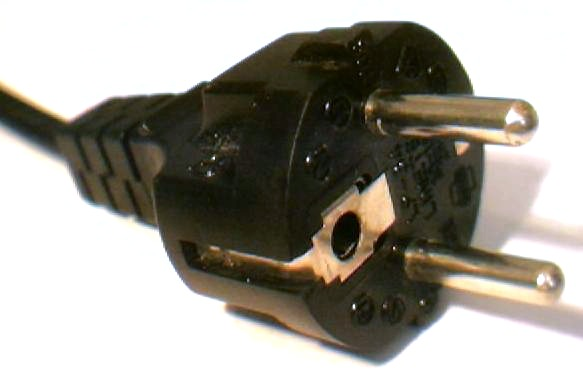
Fiche mâle de type E/F
(norme CEE 7/7)

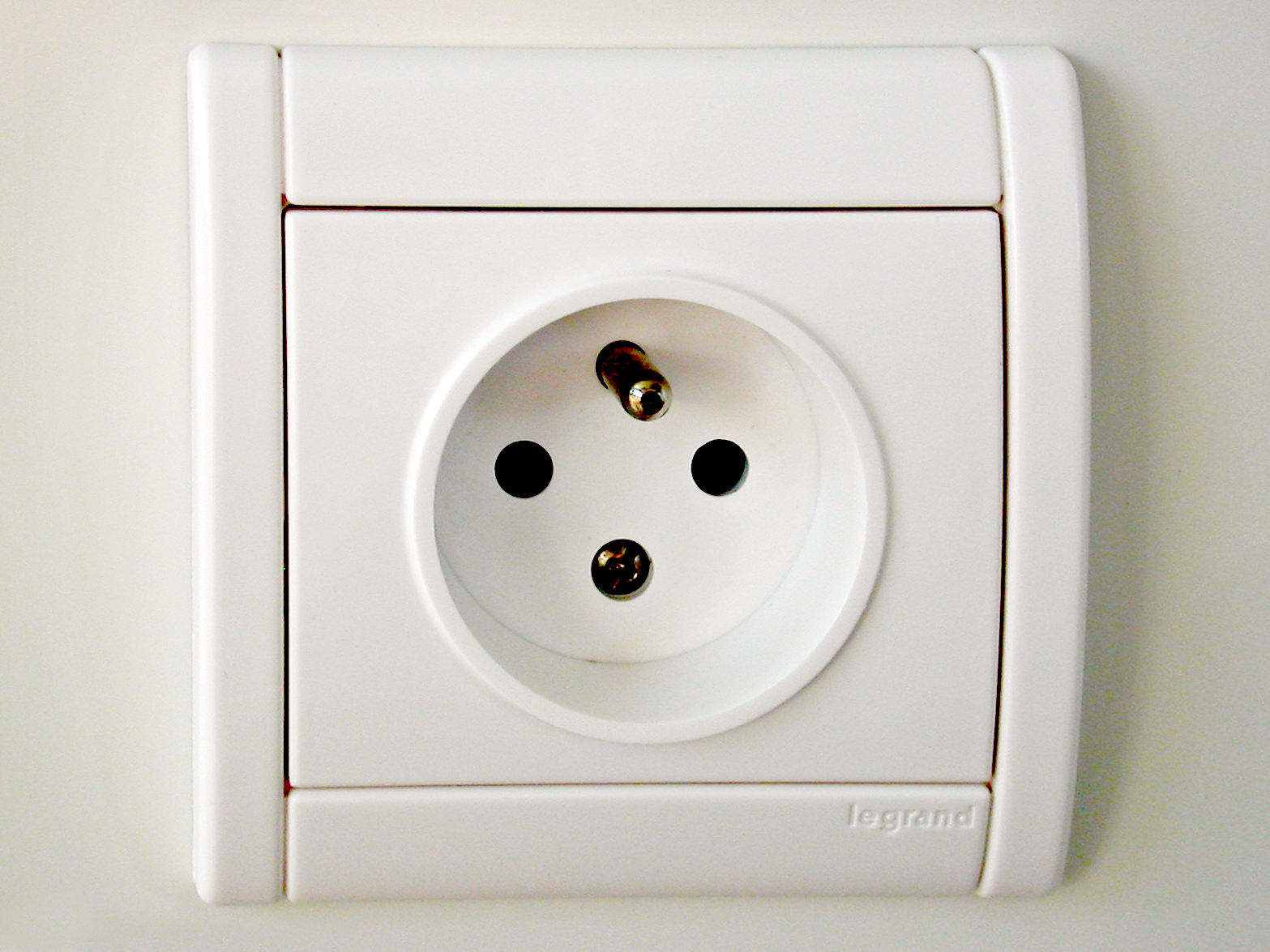
Prise femelle murale de type E

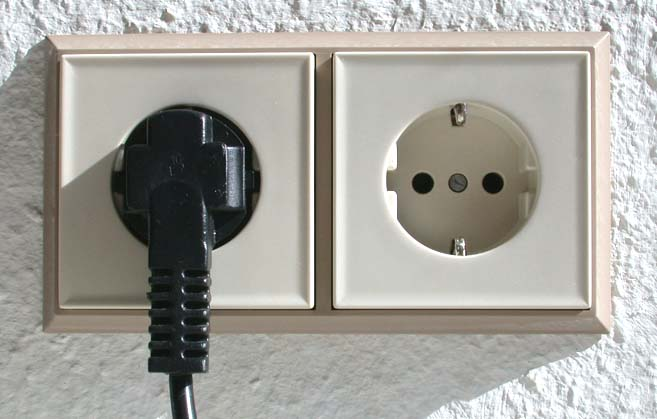
Fiche mâle et socle mural de type F que l'on pourrait voir en Allemagne.

On distingue le socle, appelé aussi embase, ou prise secteur, qui est un connecteur fixé généralement sur un mur, d'où le nom de « socle mural », des fiches, qui sont des connecteurs mobiles, généralement reliés à un câble et destinés à être branchés à un socle ou à une autre fiche.
Il existe une grande variété de types de prises selon le type d'appareil ou le pays d'utilisation, standardisées selon différentes normes.
Les deux types présentés ci-contre sont courants en France.
Pour les parties dépassantes (mâle) on parle de broches.
Pour les parties internes, protégées (femelle, côté source) on parle simplement de contacts.

## Typologie des prises 230 V

### Mâle ou femelle
Une prise, le plus souvent un socle mural mais aussi un connecteur de rallonge, est chargée de distribuer (sinon de relayer) le courant électrique. Elle reçoit les fiches mâles dont le format lui correspond. La prise est constituée pour sa partie accessible de matériaux isolants, les contacts électriques sont placés au fond de trous, très souvent munis d'obturateurs, donc non accessibles en façade pour protéger la personne qui l'utilise. Sur certains modèles, une broche métallique supplémentaire dépasse du socle, assurant le premier contact électrique lors de la connexion entre la prise femelle et la fiche mâle ; il s'agit du conducteur de protection appelé aussi « la terre ».
Il existe trois types de prise femelle :
1. La prise encastrable, qui nécessite pour son logement la réalisation d'une cavité dans le mur ou la cloison, ainsi que d'une boîte d'encastrement pour sa fixation à l'aide de vis à clips ;
2. La prise en saillie qui se fixe directement sur le mur ou la cloison ;
3. La prise semi-encastrable qui se fixe sur le support de pose en béton, cloison, bois, etc., par insertion de deux petites boîtes d'encastrement, solidaires au socle de la prise de courant, à l'intérieur de deux trous réalisé sur le support de pose à l'aide d'une perceuse et mèche de 11, sur une profondeur de 1,5 cm, pour le logement des contacteurs Phase et Neutre.

Une prise mâle (ou « fiche ») est un dispositif s'insérant dans la prise femelle associée (socle mural ou sur un câble). Elle possède des broches, généralement en laiton, souvent de nickel. Ces fiches comportent une ou plusieurs broches de phase, une broche de neutre et parfois une broche de terre. Sur de nombreux types de fiches, comme dans le cas du monophasé, il n'y a pas de différence entre la phase et le neutre. Certains types de fiches comportent également un contact de terre supplémentaire (non dépassant).

### Nombre de phases
| Couleur standard par fil dans un câble souple      | Couleur standard par fil dans un câble souple                        | Couleur standard par fil dans un câble souple | Couleur standard par fil dans un câble souple                                                                                        |
| -------------------------------------------------- | -------------------------------------------------------------------- | --------------------------------------------- | --- |
|                                                    | Phase                                                                | Neutre                                        | Terre |
| France                                             | toutes les couleurs sauf le bleu, le vert/jaune, le vert et le jaune | bleu                                          | jaune et vert |
| UE et Australie                                    | marron                                                               | bleu                                          | jaune et vert |
| Royaume-Uni, Irlande et Australie avant 1969       | rouge                                                                | noir                                          | vert |
| États-Unis et Canada                               | noir                                                                 | blanc                                         | vert |
| Couleur standard des conducteurs de prises murales |                                                                      |                                               | |
|                                                    | Phase                                                                | Neutre                                        | Terre |
| France                                             | toutes les couleurs sauf le bleu, le vert/jaune, le vert, le jaune   | bleu                                          | jaune et vert |
| UE et Australie                                    | marron, rouge ou noir                                                | bleu                                          | jaune et vert |
| Royaume-Uni                                        | marron ou rouge                                                      | bleu ou noir                                  | vert/jaune vert/jaune (Le fil peut être nu dans un câble mais doit être recouverte d'un isolant vert/jaune au niveau des connexions) |
| États-Unis et Canada                               | noir ou rouge                                                        | blanc                                         | vert ou dénudé |

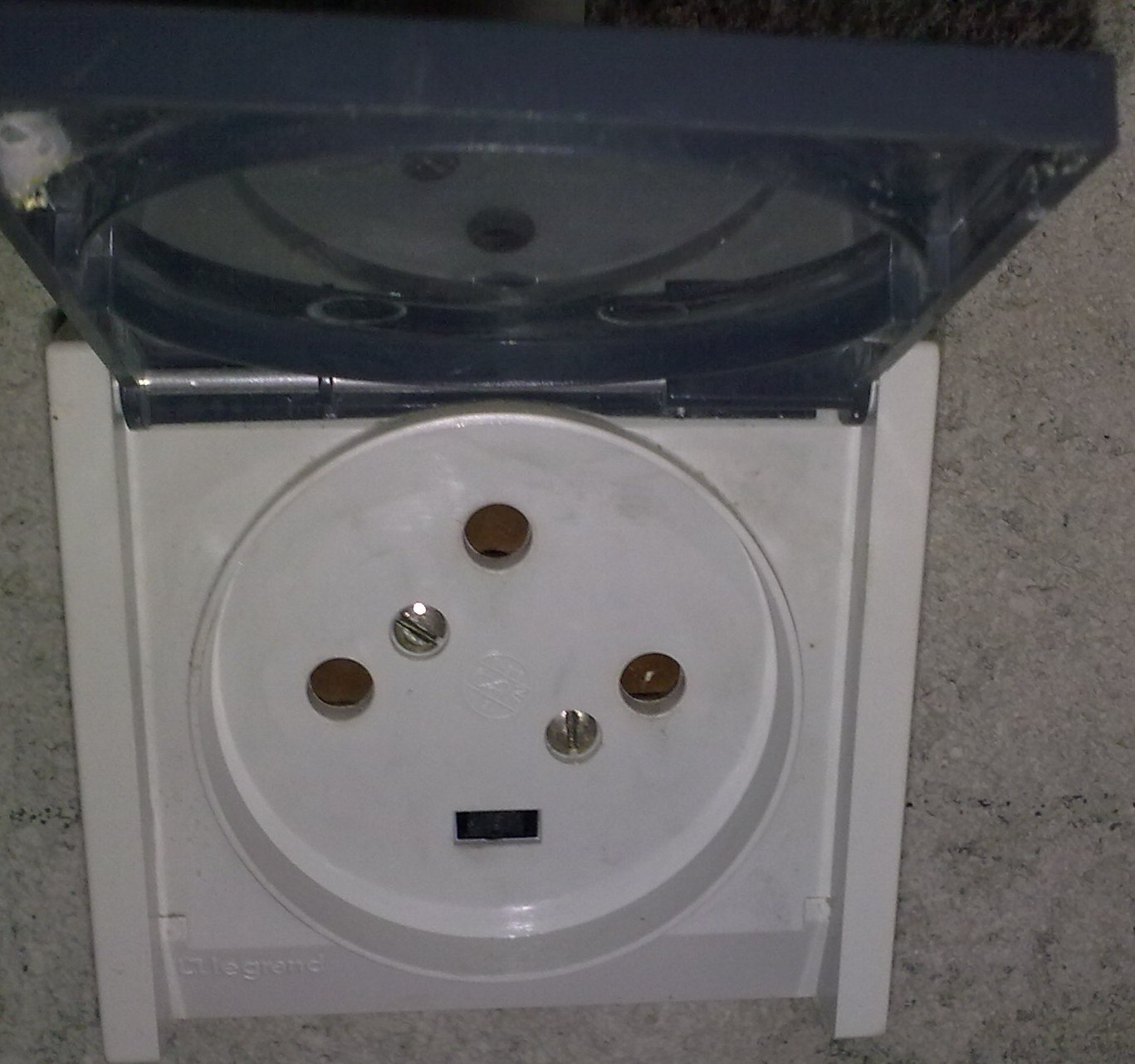
Prise femelle française, de courant triphasé, avec terre.

La plupart du temps, le courant domestique est distribué en monophasé : chaque habitation ne reçoit qu'une seule des trois phases produites et le neutre. Dans certains cas, l'électricité peut être distribuée sous forme biphasé (Bâtiment soumis aux normes d'avant 1991 en France), ou en triphasé lorsque la puissance demandée est plus importante. Cependant, peu importe la situation de l'alimentation générale, on branche une phase, un neutre et une terre aux prises murales. Dans certaines installations, il peut encore arriver (de plus en plus rare chez les particuliers) que les deux broches principales soient reliées à des phases. Ce branchement est parfois vivement déconseillé (selon le réseau du pays et le câblage de l'installation).
Cela pourrait être le cas, par exemple, d'une ancienne installation en 127 V (qui aurait alors 220 V entre deux phases).

### Les trois types de contact

#### Phase
La phase désigne un conducteur particulier ; il y a généralement plusieurs phases lors de la production d'électricité qui ont entre elles une propriété spécifique. Le courant domestique est alternatif, donc la phase ne correspond pas au pôle + d'une pile mais prend le rôle de + puis de – successivement, par exemple 50 fois par seconde pour du 50 Hz. C'est un fil « actif » par rapport au neutre.
La tension (entre deux phases ou entre phase et neutre) diffère selon les pays. À titre d'exemple, l'Europe est en 230 V — 50 Hz entre phase et neutre depuis maintenant de nombreuses années (pour 16 ampères, soit 230 × 16 = 3 680 watts de puissance pour chaque prise électrique). Cela correspond à 400 VAC entre deux phases. C'est dans la plupart des lieux la limite maximale que supportaient les isolants des câbles de distribution au moment de ce choix.
Plus bas un graphique résume la répartition mondiale de la tension.
Certains pays comme les États-Unis distinguent le sens de branchement entre Neutre et Phase et ont des prises à deux conducteurs détrompées (on ne peut brancher que dans un sens). Ces prises sont dites « polarized » en anglais, mais c'est un faux-ami qui doit être traduit par « prise détrompée » ou « avec détrompeur ». En effet, en courant alternatif, par définition, les prises ne sont pas polarisées puisque la polarité s'inverse (alterne) plusieurs fois par seconde (pas de polarité fixe).
En conséquence, les prises d'une majorité de pays ne distinguent pas le sens du branchement entre Phase et Neutre. Néanmoins, les prises avec borne de terre à trois conducteurs sont systématiquement détrompées : en effet il est important de bien brancher la borne de terre à la terre, donc de distinguer les broches.

#### Neutre
C'est la référence électrique de tension, le retour au générateur (par mise à la terre), la somme des phases en triphasé
Ne pas le toucher, généralement inoffensif, des branchements ne respectant pas les règles peuvent le rendre dangereux : attention, à vérifier.

#### Terre
Les détails sont disponibles dans l'article consacré à ce fil de terre. L'association du disjoncteur différentiel et du fil de terre permet d'assurer la sécurité des personnes et de détecter un défaut local dès son apparition.

## Histoire de la prise électrique

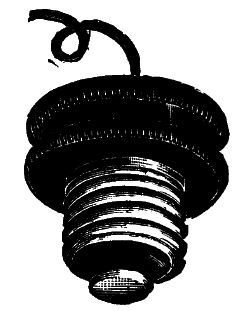
Bouchon de Douille de 1893 GEC Ltd (Londres) Catalogue

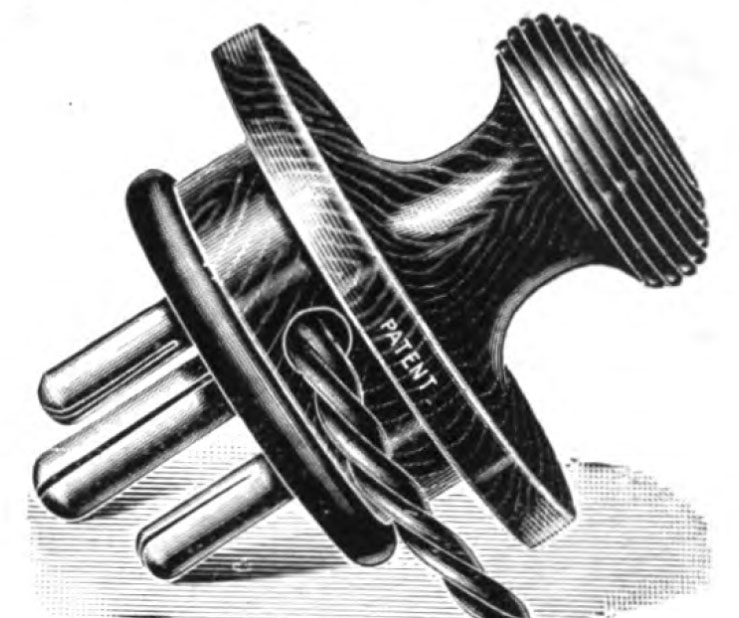
Illustration datée de 1911 du Tripin, fiche à trois broches avec terre.

Lorsque l'électricité est introduite dans les immeubles, elle est initialement utilisée pour l'éclairage. À cette époque, de nombreuses entreprises d'électricité exploitent un système tarifaire où le coût de l'électricité pour l'éclairage est inférieur à celle des autres usages. Cela conduit dans les pays concernés à des appareils portables (tels que les aspirateurs, ventilateurs électriques, et des sèche-cheveux) connectés à des prises d'ampoules utilisant des bouchons de douilles. À cette époque on se préoccupe peu des normes de sécurité.
Comme l'électricité, au tournant du XIXe au XXe siècle, devient un moyen usuel d'économiser le travail ménager par la mise en service d'appareils électriques, un moyen sûr de connexion au système électrique autre qu'à l'aide d'une prise pour ampoule d'éclairage est nécessaire. Selon John Mellanby la première fiche et sa prise murale en Angleterre sont introduites par TT Smith en 1883. Il existe des designs à deux broches aux alentours de 1885, par exemple dans le catalogue de la General Electric Company Ltd en 1889.
Lorsqu'on eut besoin de systèmes plus sûrs, on inventa les prises reliées à la terre. Il y a plusieurs prétendants pour cette invention. Un livre de 1911 sur le fournisseur de produits électriques A. P. Lundberg & Sons de Londres décrit la Tripin prise de terre disponible en 2,5 A et cinq tailles de broches. La configuration des broches de la Tripin apparaît pratiquement identique à la moderne BS 546.
La raison pour laquelle il existe aujourd'hui de nombreux types de prises différentes et mutuellement incompatibles réside dans le fait que chaque pays préféra concevoir son propre modèle de prise par lui-même, au lieu d'adopter une norme commune. Dans de nombreux pays, il existe plusieurs normes, avec plusieurs types de prises en circulation, ce qui provoque une situation très complexe et cause des problèmes de sécurité.
Cependant, la plupart des pays ont décidé d'une norme nationale intégrant de facto les formes usuelles localement. Certains bâtiments ont des prises datant de près d'un siècle, avant toute forme de normalisation. Les prises électriques pour les bâtiments historiques font l'objet d'une attention particulière et sont remplacées à l'identique ; de nos jours une nouvelle catégorie de prise de courant électrique, dite semi-encastrable (brevet français) est commercialisée[Où ?] et a la particularité d'intégrer au socle de la prise la boite d'encastrement en deux parties qui se fixent sur n'importe quel support de pose à l'intérieur de deux petits percements réalisés à l'aide d'une perceuse et de mèche de 11 sur une profondeur de 1,5 cm[Quoi ?].

## Plusieurs normes différentes
Pour l'alimentation électrique domestique, les prises électriques ont des formes et des tailles variant selon les pays, dont une partie est décrite par la norme CEI 60320. Pour l'alimentation industrielle, il existe une norme CEI 60309 qui est notamment utilisée dans les domaines du camping-caravaning (« prise de caravane ») et du nautisme (« prise de quai »).
Voici chaque type de prise classifié selon une lettre, le pays d'origine et le nombre de broches. On y signale également les variantes qui peuvent parfois exister. Cette classification vient des États-Unis et n'est en rien une norme ni la seule dénomination connue.
Il n'y a pas de garantie absolue que deux prises, pourtant de même type mais venues de pays différents, soient effectivement compatibles car les tensions et les protections peuvent différer et il convient de ne pas brancher au hasard deux prises de pays différents ensemble. En particulier pour les modèles européens qui semblent parfois compatibles (elles « rentrent » l'une dans l'autre) mais dont la connexion de terre diffère ou n'est pas effectuée.
Les prises varient notamment par :
- le type de broche, cylindrique ou plane ;
- les dimensions des différentes broches (identiques pour la phase et le neutre mais pas forcément pour la terre) ;
- leurs écartements.

Les socles peuvent être conçus pour pouvoir recevoir plusieurs types de prises : différents diamètres de broche (4 mm de C et 4,8 mm de E) ou écartements (J-10A et J-16A italiennes).

### Types A et B – Prises américaines NEMA
Il s'agit de connecteurs NEMA à deux ou trois broches.

#### NEMA 1-15

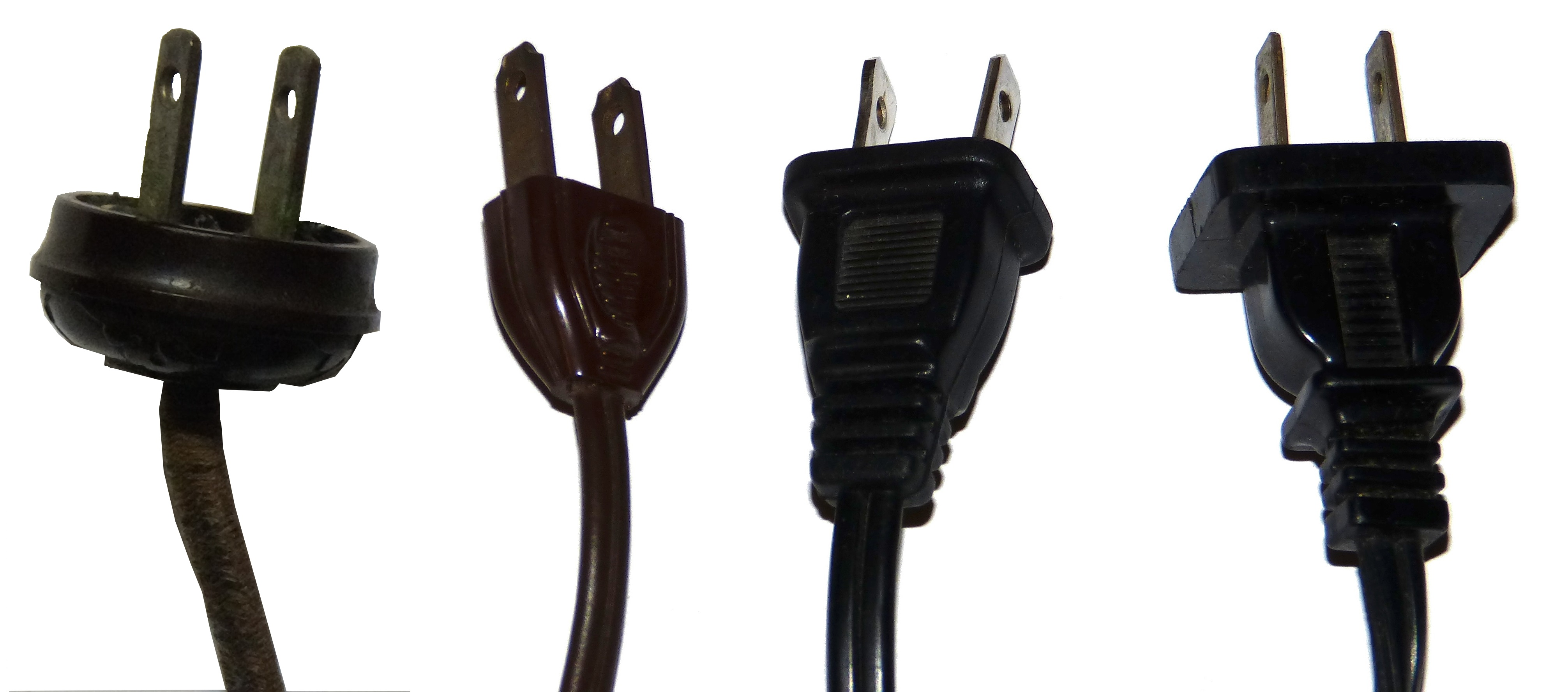
Prise USA NEMA 1-15

Cette prise sans terre constituée de deux broches planes parallèles est la norme en Amérique du Nord, ainsi qu'en Amérique centrale et aux Antilles, pour les appareils n'ayant pas besoin de terre (lampes et petits appareils sans carcasse métallique). La prise murale correspondante n'est plus installée dans les constructions nouvelles depuis 1965, mais on peut encore en trouver dans les anciens bâtiments. De plus elles sont encore vendues en quincaillerie à des fins de remplacement.
Les premiers modèles ne distinguaient pas phase et neutre mais, depuis, une des broches est plus large (neutre) que l'autre. Ces prises sont couramment qualifiées de « polarisées » (ce qui est un abus de langage puisque le courant est alternatif : la polarité change plusieurs fois par seconde). On devrait parler plus justement de « prises détrompées ».
Jusqu'à l'apparition des détecteurs de fuite de terre, les prises situées près des sources d'eau, celles pour les rasoirs par exemple, étaient munies d'un transformateur d'isolation d'une vingtaine de VA. Elles ne nécessitaient pas de mise à la terre et se présentaient donc sous la forme d'une prise NEMA 1-15 polarisée, montable sur boîte carrée de 4" 11/16 contrairement aux prises normales qui se montent sur boîte rectangulaire.

#### NEMA 2-15, 2-20

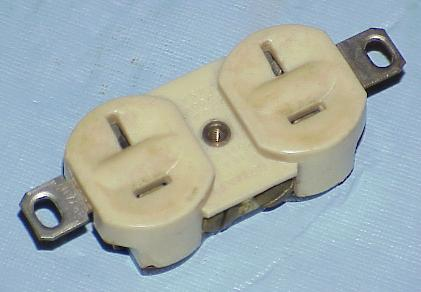
Prise murale NEMA 2-20

Ces prises sans terre à deux contacteurs plans parallèles sont l'équivalent en 240 V du NEMA 1-15. La 2-15 a ses deux broches tournées à 90°, la 2-20 n'en a qu'une tournée. Ces prises sont plutôt rares.

#### JIS 8303 classe II

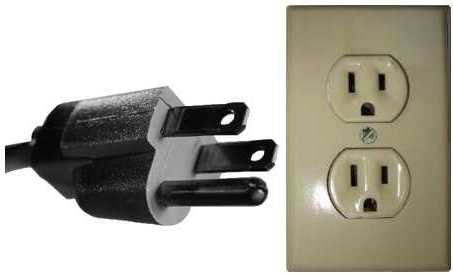
Prise de type B

Au premier abord, les prises japonaises paraissent identiques aux NEMA 1-15. Cependant, le système japonais est plus fin, et nécessite l'agrément du METI ou du Japanese Industrial Standard (JIS). De plus, les diamètres normaux des câbles sont différents des autres prises utilisées dans le monde. Ces prises ne sont pas détrompées ; les deux broches sont de la même taille que la plus petite des NEMA 1-15. Les appareils japonais devraient pouvoir être branchés sans adaptateur sur les prises américaines, mais l'inverse n'est pas vrai, a fortiori si ces appareils sont dotés de broches de terre.

#### NEMA 5-15 / CSA C22.2,no42

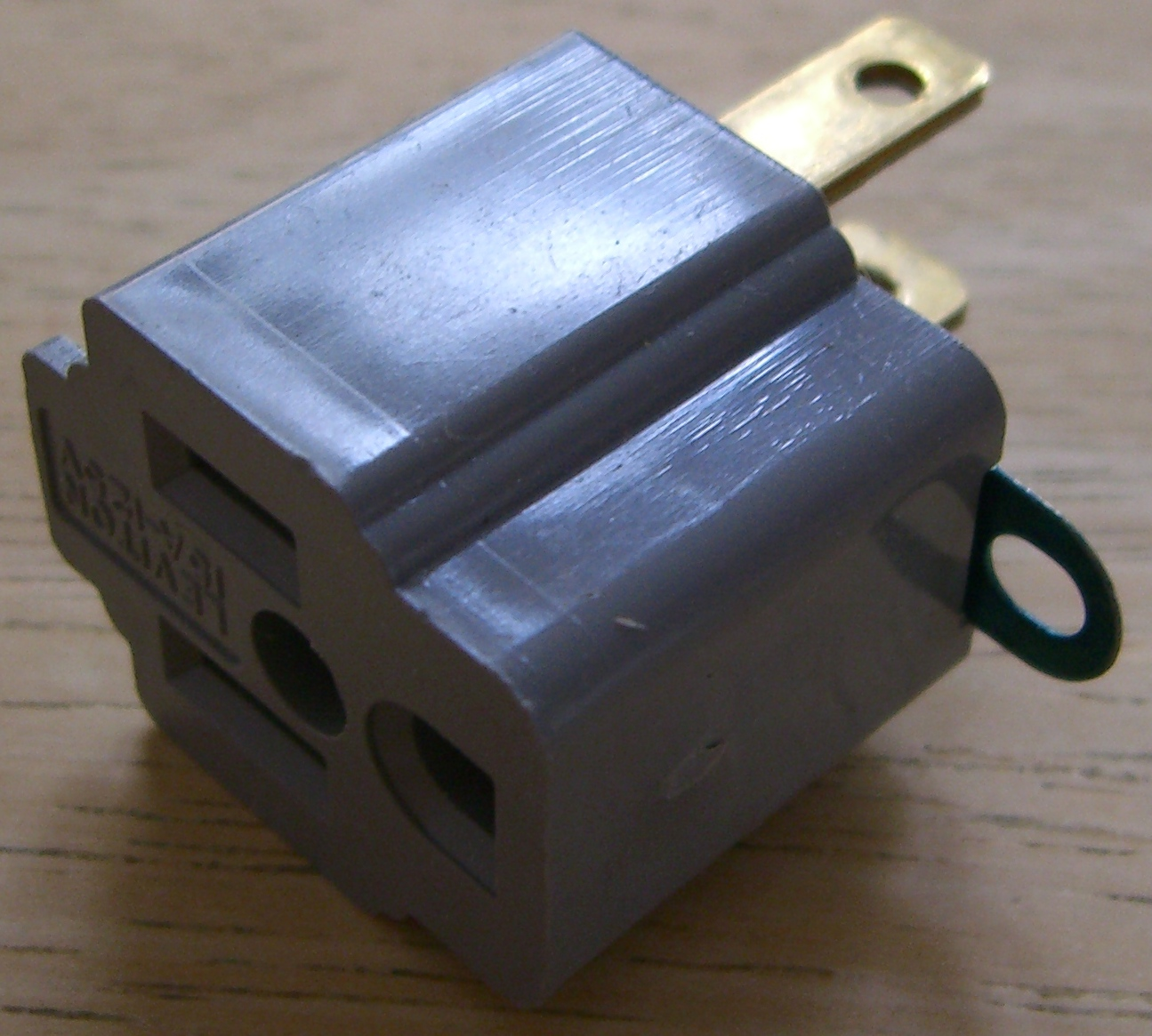
Adaptateur pour brancher des prises avec terre sur des prises sans terre

Cette prise comporte deux broches planes parallèles ainsi qu'une broche ronde de mise à la terre. L'intensité nominale est de 15 A. La broche de mise à la terre est plus longue que les deux autres broches de manière que l'appareil branché soit relié à la terre avant qu'il ne reçoive du courant.
Certaines personnes aux États-Unis (particulièrement dans les métiers du théâtre et du cinéma) appellent ce type de prise « prise Edison », sans doute en référence à la société Con Edison, qui procure l'électricité à la plupart des théâtres de New York, ce qui explique que dans le milieu du théâtre ce terme renvoie à un type de prise normal plutôt qu'à une prise spécifique aux théâtres.

#### JIS 8303, classe I
Le Japon emploie aussi un type B qui diffère du type A de la même manière que le type B américain (ajout d'une broche de terre). Le type B japonais est cependant beaucoup moins fréquent.

##### Amérique latine
Dans certains pays de l'Amérique latine, les gens ont souvent des appareils dotés de fiches de type B tandis que leurs habitations ne sont dotées que de prises de type A. La manière la plus simple qu'ils ont de faire face à ce problème est de sectionner la broche terre.
Au Brésil, on utilise surtout la prise type C. Depuis 2010, les prises selon la norme NBR 14136 (norme internationale CEI 60906-1) sont devenues les seules officielles. Le Brésil est le seul pays à avoir adopté des prises CEI 60906-1, pourtant destinées à l'origine à devenir une norme internationale.

### Type C – Prises historiques sans terre d'Europe continentale
CEE 7/16 (prise euro ou Europlug)

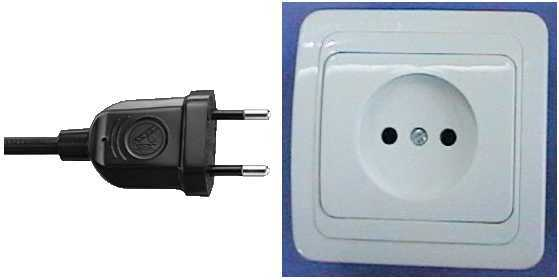
Exemple de fiche mâle et socle femelle de type C

Le type CEE 7/16 — le sigle CEE pour Commission internationale de réglementation en vue de l'approbation de l'équipement électrique (en) — sert en général pour les appareils de faible puissance (lampes, magnétoscopes…) et se trouve dans de très nombreux pays dont l'Argentine, le Brésil, la France, la Belgique ou la Thaïlande par exemple. La liste complète est longue.
La fiche mâle contient deux broches rondes (cylindriques) de 4 mm de diamètre, distantes de 19 mm d'entraxe (soit 15 mm d'espace entre les deux broches) et un corps plat. C'est donc un modèle sans terre ni détrompeur. Il n'y a pas de sens ni de distinction particulière entre phase et neutre. La prise femelle pour câble (que l'on peut trouver sur des rallonges électriques) a un bord extérieur dépassant pour empêcher le branchement d'une fiche mâle ronde de type E ou F (qui aurait besoin d'une terre).
Le socle mural, femelle, met en place ce débordement par un renfoncement de la base de la surface de connexion par rapport à la surface du socle.
La fiche mâle type C se branche indifféremment sur les prises (ou socles) femelles de type C, E ou F. Remarquons la base isolée des broches qui évite le risque de contact une fois la prise branchée.
CEE 7/17

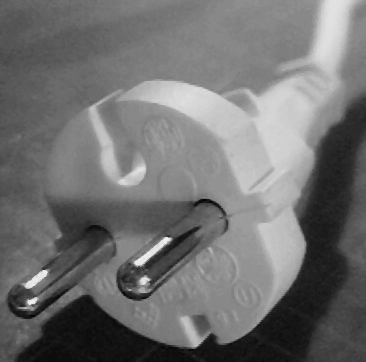
Fiche mâle type E/F sans terre (version puissance de la prise C)

Il existe un modèle mâle C « plus puissant ». La fiche (mâle) est alors identique aux types E et F mais sans terre (des broches de diamètre légèrement plus gros et un contour rond). Ainsi elle ne peut être branchée sur un type C mais seulement sur les types E ou F (plus puissants). Grâce à une perforation (sans contact), la broche de terre du socle femelle E ne gêne pas le branchement. C'est ainsi que le type E lui est accessible. Cette variante à mi-chemin entre les types C et E devient rare mais existe et est toujours employée pour les appareils sans carcasse métallique et dits à double isolation. Remarquons qu'il n'y a pas d'isolation à la base des broches car sur les prises femelles E ou F le socle a un rebord et entoure la fiche mâle, sans risque de contact.
Ce rapprochement entre les types C et E (ou F) n'est pas surprenant car en général les pays utilisant le type C utilisent aussi les prises de type E (sinon F). Autrement dit, dans ces pays, on trouve aussi bien des socles femelles C et E (ou F) dans une même habitation, selon que la prise dispose ou non d'une terre.

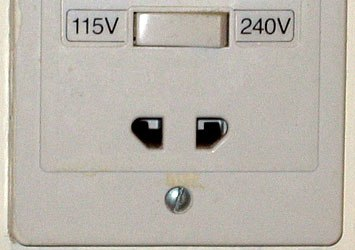
BS 4573
Au Royaume-Uni et en Irlande, on trouve une version spéciale du type C pour les rasoirs électriques dans les salles d'eau. Deux broches rondes de 5 mm écartées de 16,6 mm. Le socle femelle accepte en général les prises CEE 7/16, américaines et/ou australiennes. Bien sûr, à cause de leur proximité avec de l'eau, elles renferment un transformateur d'isolation.

### Type D et M – Anciennes prises britanniques (avant 1947)

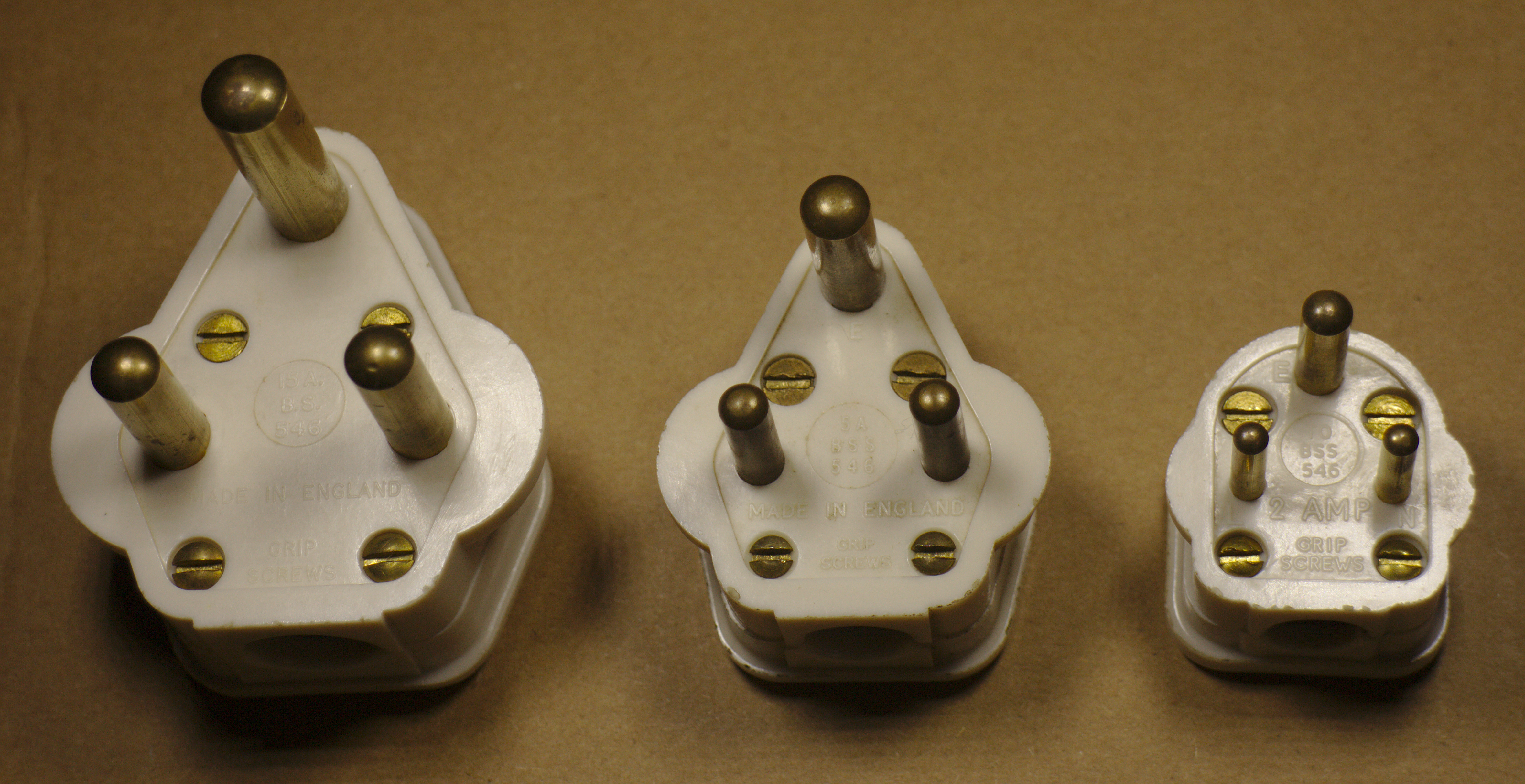
De gauche à droite, fiches BS 546 de 15 A (type M), 5 A (type D) et 2 A.

La norme BS 546 de 1934 définit une famille de prises à trois broches, pour des courants de 2 A, 5 A (type D), 15 A (type M) et 30 A. La taille des prises et des broches croît avec l'intensité du courant admissible.
Le Royaume-Uni a introduit un nouveau type de prises en 1947 en remplacement des BS 546 (type G, voir ci-dessous), mais les prises de type D et M sont toujours utilisées dans d'autres pays, par exemple en Inde, au Sri Lanka, au Népal, en Namibie ou encore à Hong Kong. Certains socles muraux peuvent accepter les deux tailles D et M.
La prise BS 546 2 ou 5 A se rencontre encore parfois au Royaume-Uni : elle sert alors à connecter une lampe à un circuit d'éclairage.

### Types E et F – Prises avec terre d'Europe continentale

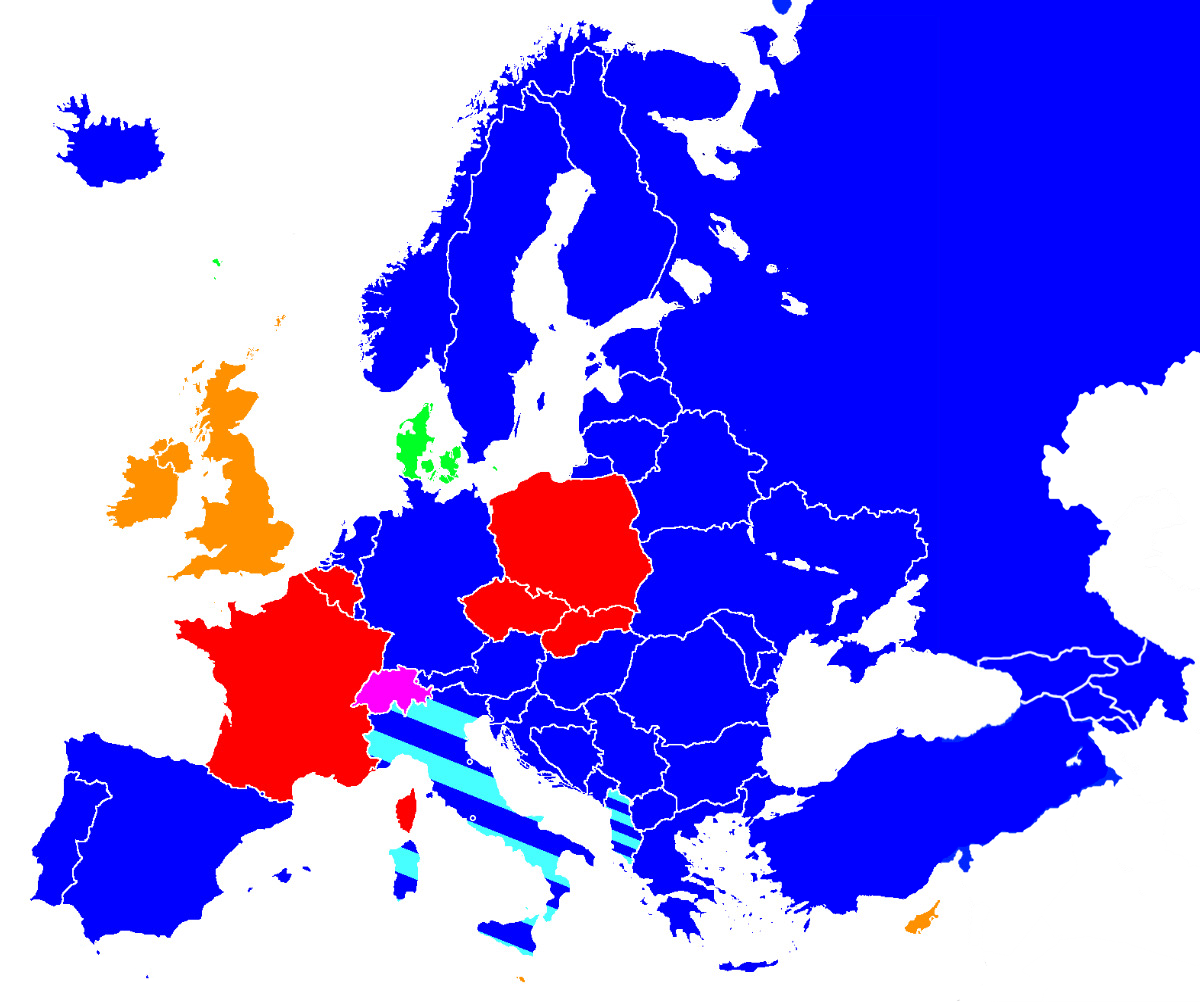
Prises secteur actuellement utilisées en Europe.
Schuko (Type F, fiches CEE 7/4 & CEE 7/7)
Française (Type E, fiches CEE 7/6 & CEE 7/7)
Britannique (Type G, BS 1363)
Suisse (Type J, SN 441011)
Danoise 107-2-D1 (Type K)
Italienne CEI 23-50 (Type L)

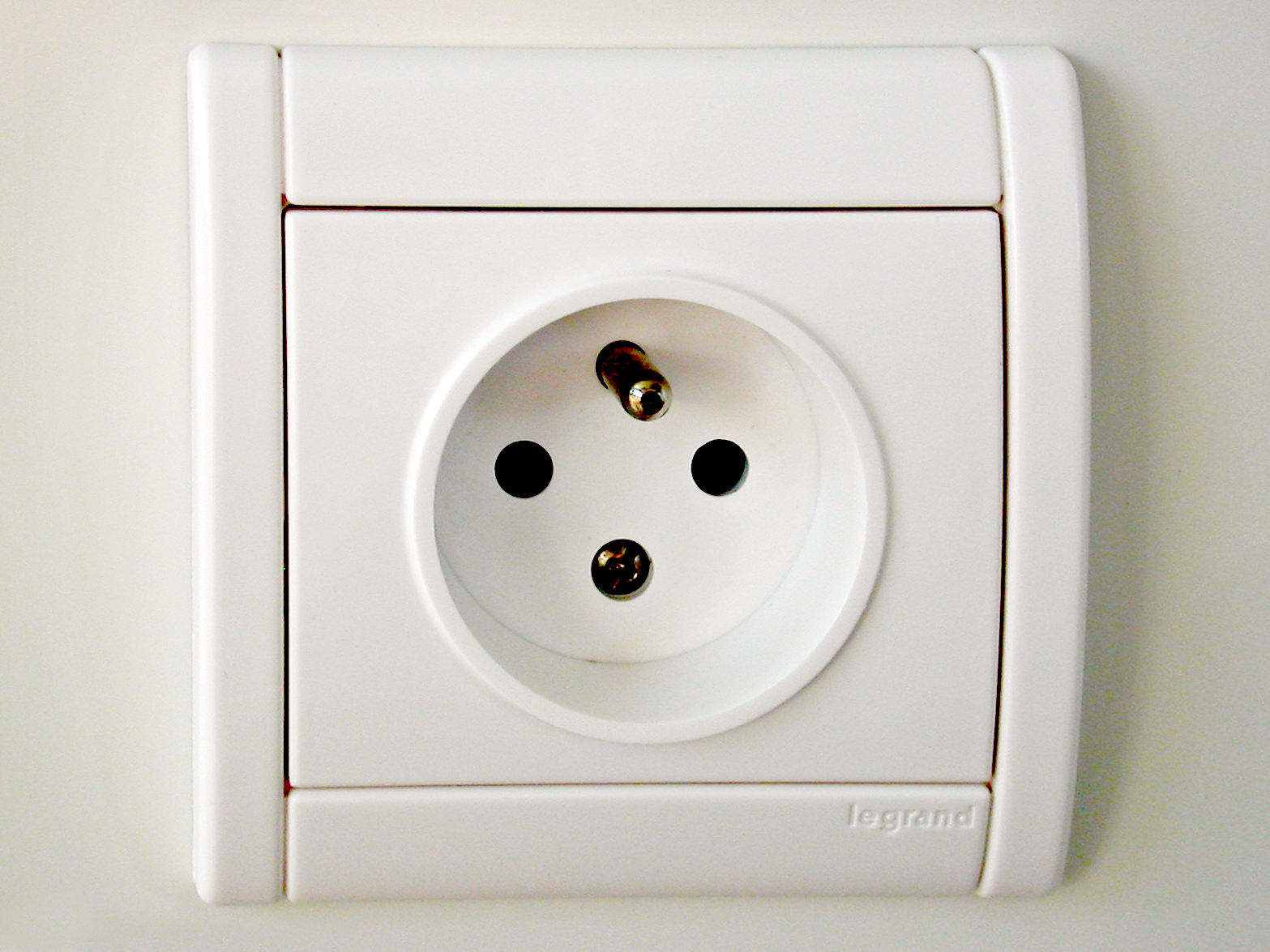
Prise femelle murale de type E

On pourrait considérer ces deux types domestiques comme des évolutions « puissance avec terre » du type C. Elles sont ainsi destinées à des appareils de type électroménager par exemple. Cette fois le contour extérieur est rond.
On trouve ces prises dans de nombreux pays (près d'une centaine au total) dont la France, la Belgique, le Maroc ou la Tunisie (entre autres) pour le type E et l'Allemagne, la Bosnie-Herzégovine, la Finlande et l'île de Bali (Indonésie) (entre autres) pour le type F.
Les fiches mâles contiennent d'abord deux broches cylindriques semblables au type C mais de diamètre légèrement plus gros (5 mm) pour rendre difficile le branchement sur une prise murale femelle de type C. Si l'entraxe reste le même (19 mm), les deux broches sont plus proches du fait de leur diamètre plus important (4,8 mm au lieu de 4 mm). En forçant, le branchement sur un socle C reste parfois possible, mais effectivement assez difficile. On ne peut donc pas, en théorie, brancher une fiche mâle E ou F nécessitant la terre sur une prise femelle C n'en disposant pas.

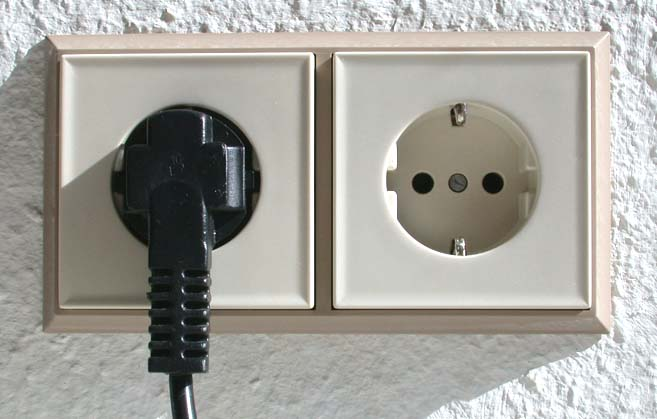
Prise femelle murale de type F

Par contre, cette différence de diamètre est suffisamment faible pour permettre en sens inverse aux réceptacles femelles E ou F de recevoir les fiches mâles de type C. Les appareils ne nécessitant pas la prise de terre peuvent se brancher aussi bien sur les socles C, E ou F.
Il y a ensuite une troisième broche pour le raccordement à la terre.

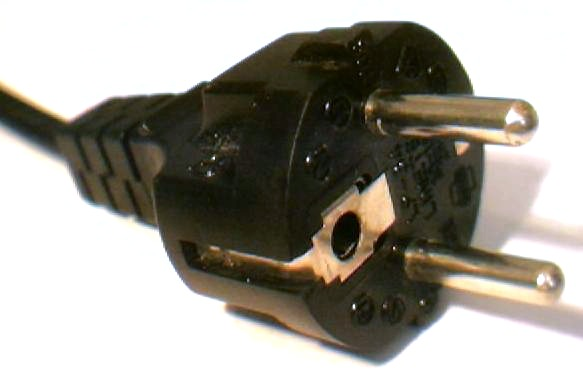
Fiche mâle de type E/F
(norme CEE 7/7)

Il existe une différence entre types E et F : chacun a sa manière de connecter la terre. Sur le type E la prise de terre est une broche cylindrique dépassant du socle femelle. La broche de terre est suffisamment écartée des deux contacts principaux pour laisser passer le contour extérieur plat d'une fiche mâle C (sans terre). Sur le type F en revanche, la prise de terre est constituée de deux ergots placés sur les bords intérieurs de la prise femelle.
Sur le type E, le neutre est conventionnellement placé à gauche et la phase à droite, pour une prise femelle avec la broche de terre en haut, mais ce sens n'est pas obligatoire en France car la norme NF C 61-314 n'impose pas cette convention. On peut noter que le sens conventionnel français est le même que celui imposé sur les prises type G britanniques (attention toutefois que bien souvent les adaptateurs type E vers type G inversent ce sens, si bien qu'un branchement des fils réalisé de manière conventionnelle sur une prise de type E ne garantit pas du tout que la phase et le neutre se retrouveront bien en sortie d'un tel adaptateur dans les positions imposées par la norme britannique).
Le type F a l’inconvénient de ne pas pouvoir définir un sens de polarisation (positions respectives du neutre et de la phase) mais a l’avantage pratique de pouvoir brancher la fiche mâle dans les deux sens.
Aujourd'hui, ces deux formats tendent à se regrouper. En effet, en pratique, on trouve le plus souvent des fiches mâles compatibles avec les deux socles femelles E et F (c'est le cas des fiches mâles E/F en photo). Car en général elles disposent à la fois d'un trou (pour accepter la broche de terre d'une prise femelle E) et d'une lamelle extérieure (pour faire un contact avec l'ergot de terre d'une prise femelle F). Ainsi dotée, la fiche mâle se branche indifféremment sur l'un ou l'autre type. Attention, cela ne signifie pas forcément que l'appareil fonctionnera sans adaptation car la tension n'est pas forcément la même dans tous les pays qui utilisent ces prises.
Les prises de type F sont appelées « prises Schuko » (abrégé de « Schutzkontakt ») en Allemagne.
Le type F était utilisé historiquement en Irlande (république), peut-être le seul pays à avoir abandonné le système Schuko. Lorsque le Royaume-Uni a introduit le Type G, l'Irlande a simultanément introduit le nouveau système, supprimant les anciennes normes, posant des problèmes de compatibilité avec la mise à la terre et évitant d'avoir deux systèmes incompatibles sur l'île d'Irlande. Le type F n'existe plus en Irlande, sauf dans certains hôtels où une prise supplémentaire de ce type peut être trouvée pour la commodité des clients. Il reste défini dans le document IS180 comme une norme irlandaise pour un système alternatif de fiches et de socles.

### Type G – Nouvelles prises britanniques (après 1947) BS 1363

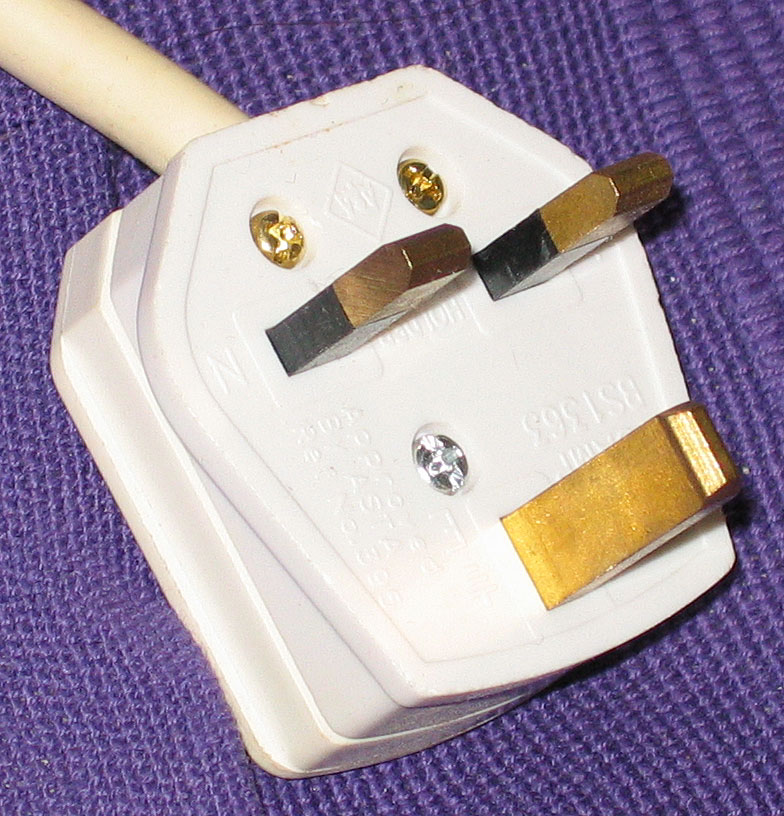
Fiche électrique type G

La norme BS 1363 date de 1947 au Royaume-Uni et, depuis, ce modèle remplace l'ancien type D (voir ci-avant). La norme est reprise en Irlande sous le nom IS 401.
Cette prise possède trois broches rectangulaires et peut supporter jusqu'à 13 A. Les broches de neutre et de phase ont une dimension de 4 × 6 mm pour 18 mm de hauteur (dont 9 mm isolés à la base supposés garantir qu'aucun doigt ne puisse toucher les broches une fois la prise branchée sur son socle femelle). Elles sont espacées de 2,2 cm. La broche de terre est légèrement plus large (environ 8 mm) et plus haute (environ 23 mm). La norme britannique no 1363 impose ce type de prise avec broche de terre pour les appareils de puissance. Pour les appareils en « classe 3 » d'isolation, la fiche mâle n'a que 2 broches utiles et la broche de terre est alors en plastique, laquelle désenclenche la protection des trous pour les broches Neutre et Phase.
Le neutre est toujours à gauche sur la prise murale.
Cette prise est très pratique du fait qu'elle contient un fusible sur la phase, à l'intérieur (des calibres différents existent) qui protège le cordon et l'appareil lui-même. Le remplacement du fusible est alors très facile, pour peu que l'utilisateur sache comment le remplacer.
La prise se trouve aussi dans les anciennes colonies britanniques et d'autres pays.

### Type H – Prises israéliennes SI 32

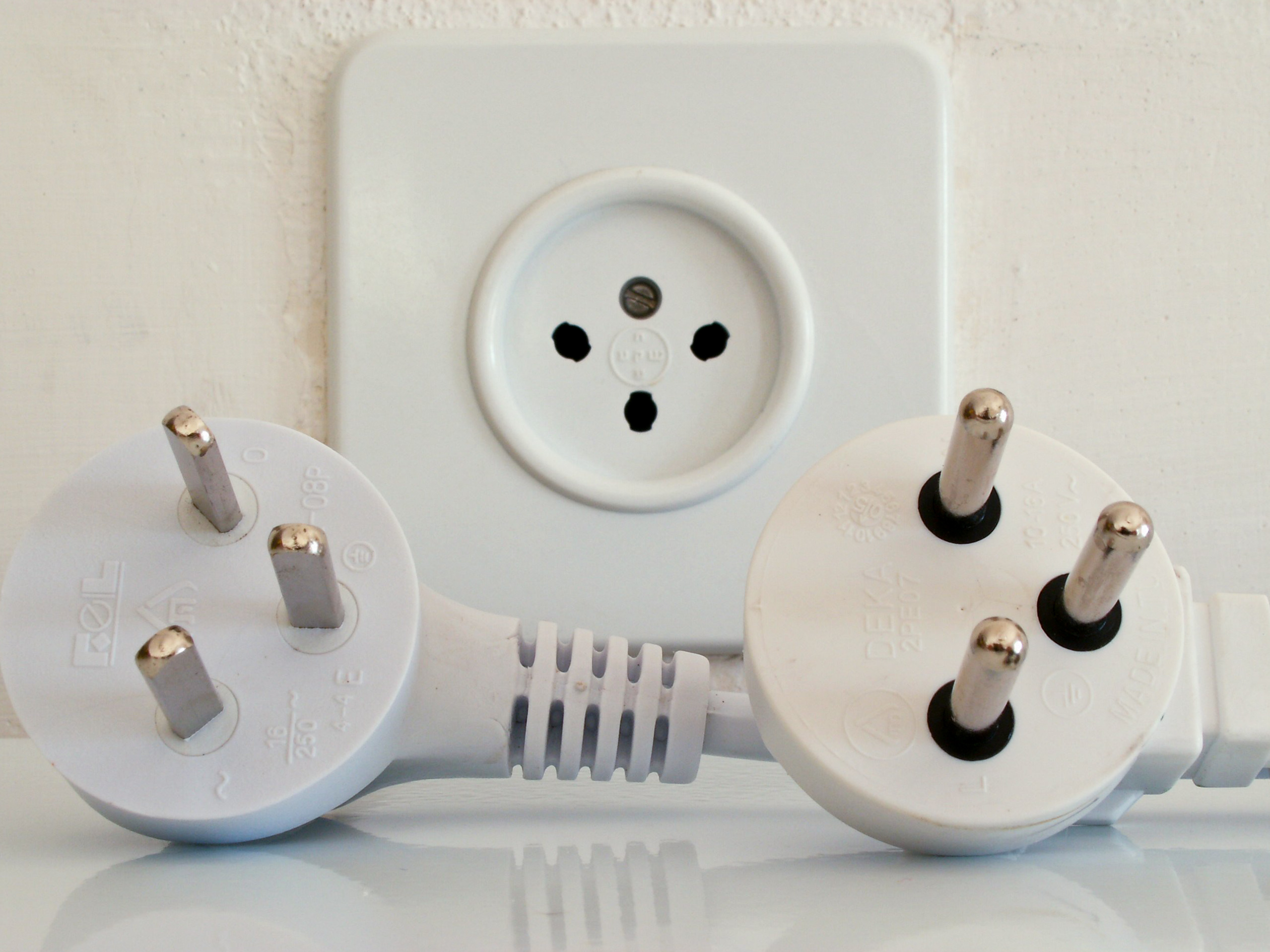
Fiches mâle et prise femelle de type H (norme SI 32)

Cette prise est spécifique à Israël et était au départ incompatible avec quasiment toutes les prises étrangères. Elle ressemble un peu au type B mais les broches forment un Y au lieu d'être alignées. Elle est calibrée pour 16 A maximum. Depuis 1989, les prises acceptent également les broches rondes, on peut donc y brancher des fiches de type C (notamment des Europlugs).

### Type I – Prises australiennes AS 3112
AS 3112

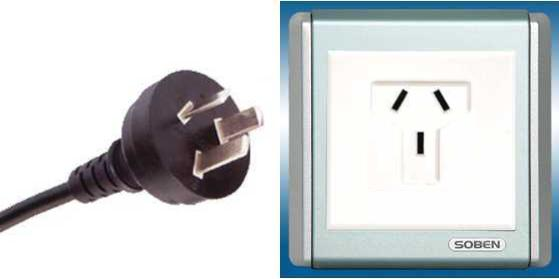
Fiche mâle et prise femelle de type I

Cette prise, utilisée en Australie, Nouvelle-Zélande ou Papouasie-Nouvelle-Guinée a deux broches plates en V retourné et, lorsque équipée d'une terre, a une troisième broche en triangle (voir l'image).
Les broches plates ont une dimension de 6,5 × 1,6 mm, espacées de 13,7 mm et inclinées à 30°. Les socles muraux ont parfois un interrupteur (comme au Royaume-Uni).
Il en existe une version avec une broche de terre élargie pour les appareils de plus de 15 A. Dans ce cas la prise femelle peut aussi accepter les fiches mâles de plus petit calibre.
Cette prise ressemble au modèle israélien (type H) sur le principe mais les dimensions ne sont pas compatibles.
La norme est référencée dans le document australien SAA AS 3112 et s'applique jusqu'à 10 A. Depuis 2003, la dernière mise à jour est la AS/NZS 3112:2000 qui impose d'isoler le bas des contacts depuis 2005 pour éviter des risques d'accident.
CPCS-CCC
Prise à trois broches calibrée pour 250 V - 10 A.
Il y a compatibilité (mécanique, reste à vérifier les tensions) avec les prises chinoises car la différence entre les deux modèles est faible (broches 1 mm plus longues). Cela est dû au fait que ces normes chinoises ont été écrites et référencées en Grande-Bretagne : GB 2099.1–1996 et GB 1002–1996. Cela depuis l'entrée, entre autres, de la Chine dans l'Organisation mondiale du commerce (OMC). Les prises chinoises compatibles ont été certifiées et estampillées « CCC » (pour China Compulsory Certification, « certification chinoise obligatoire » en français).
La principale différence est qu'en Chine la prise est tête en bas par rapport aux prises australiennes.
IRAM 2073
En Argentine et Uruguay, la prise possède 3 broches et est calibrée pour 10 A - 250 V.
Si les dimensions extérieures changent légèrement par rapport aux modèles australiens, les broches ont quant à elles les mêmes dimensions (plus longues de 1 mm).
La différence essentielle est que l'Argentine et l'Australie n'ont pas la même habitude pour connecter Phase et Neutre. L'inversion ne change pas le fonctionnement des appareils, toutefois le Neutre est en général toujours branché du même côté dans chaque pays. Toutefois, certains appareils anciens dans ces pays étaient dotés d'un interrupteur utilisant cette habitude pour ne couper que le contact de Phase. Les gens habitués pourraient croire qu'il n'y a plus de danger une fois le contact coupé. Rappelons que techniquement il est conseillé de considérer le Neutre comme aussi dangereux qu'une phase et que cette vision peut être nuisible.

### Type J – Prises suisses SN 441011

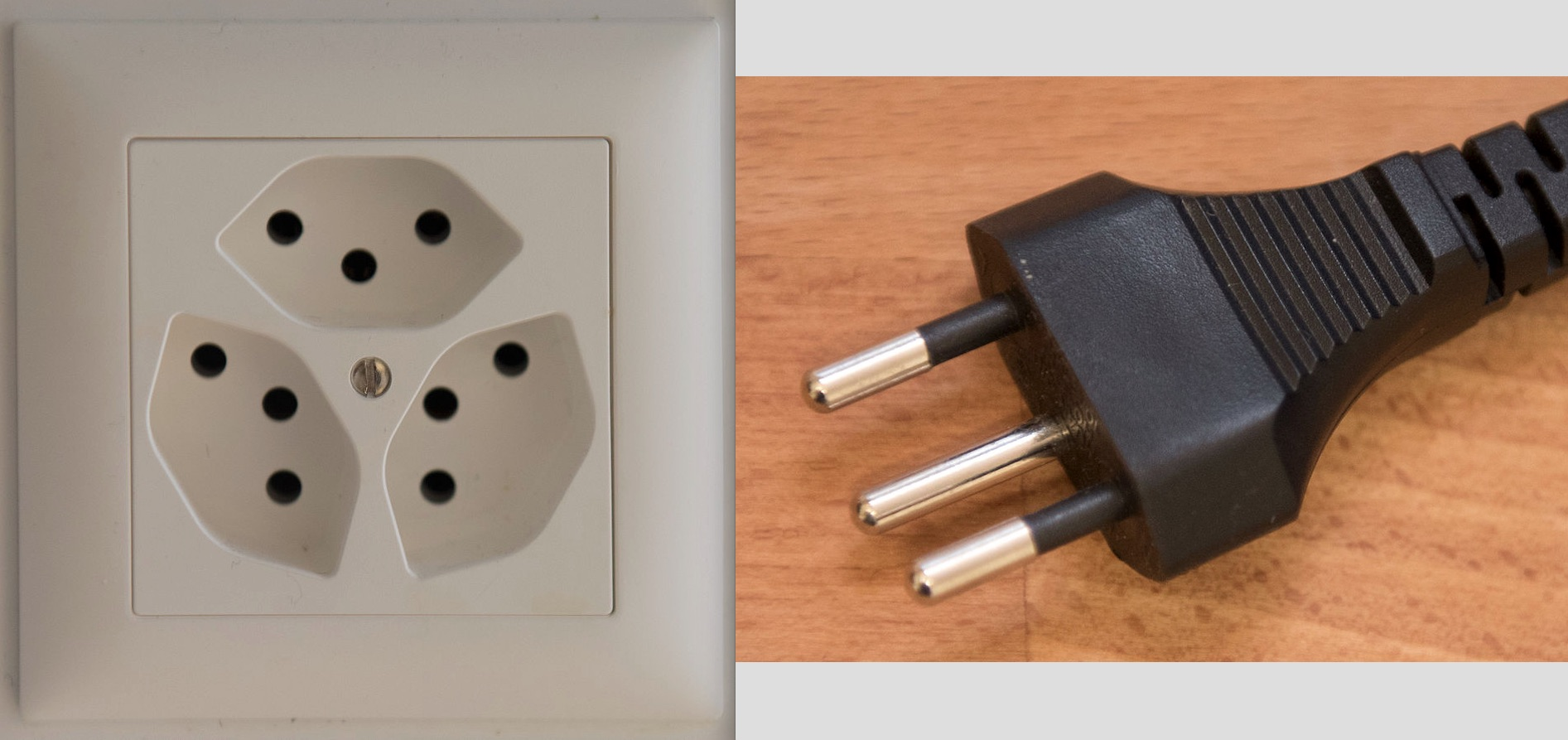
Fiche mâle et prise femelle de type J

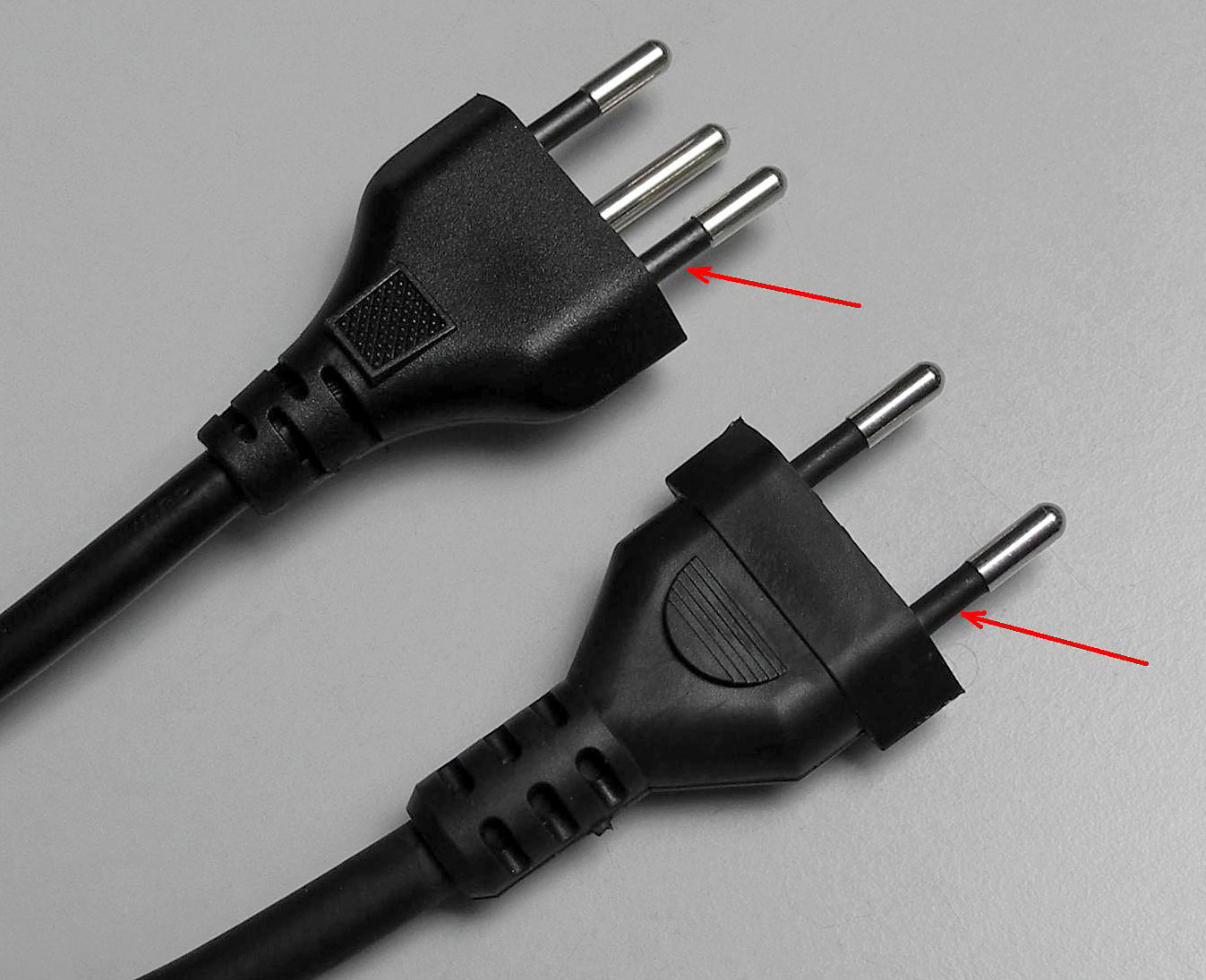
Fiches partiellement isolées type 12 (en haut) et type 11 (en bas)

La norme SN 441011 (anciennement SEV 1011 jusqu'en 2019) est utilisée en Suisse et au Liechtenstein. Il existe plusieurs types de socles et de fiches repérés par un numéro, par exemple le type 13, souvent noté T13. Les socles les plus répandus sont le T12 (avec terre, plat, désormais interdit) et le T13 (identique au T12 mais en creux pour plus de sécurité). Ces prises sont semblables aux prises de type C européennes (deux conducteurs espacés de 19 mm) et acceptent donc les Europlugs. Cependant, la connexion de terre et le diamètre des broches la rend incompatible avec les types E et F.
Les prises T12 et T13 sont prévues pour 10 ampères maximum. Il existe une version 16 ampères la T23 avec des broches carrées. On peut brancher une fiche 10 A dans une prise murale 16 A (broches rondes dans trous carrés). Au-delà il convient d'avoir des prises industrielles spécifiques ou des connexions permanentes en boîtier. On trouve fréquemment des prises murales triples ; le connecteur de terre est alors au centre, et les prises individuelles décalées de 120° les unes par rapport aux autres.
Il en existe une version 2 broches (donc sans terre) prévue pour un maximum de 10 ampères dont le contour est juste un peu plus aplati. Elle est utilisée pour les appareils qui demandent plus de 2,5 A (en deçà l'Europlug est utilisé) mais n'ont pas besoin de terre : aspirateurs, certaines lampes, perceuses, etc.
La prise T12 est à tort appelée « prise américaine » par les espagnols qui l'utilisent épisodiquement dans certains de leurs bâtiments.[Information douteuse]
On trouvait également le modèle T12 en France jusque dans les années 1970, dans des montages d'appareillages étroits en huisserie métallique qui sont aujourd'hui interdits (série Europa étroit d'Arnould, par exemple).[Information douteuse]

### Type K – Prises danoises DS Afsnit 107-2-DI

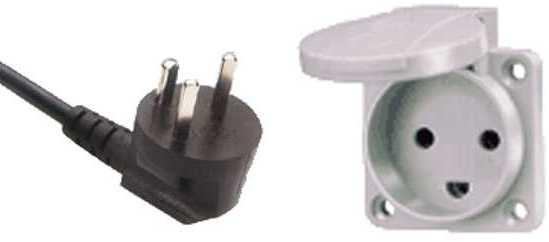
Fiche mâle et prise femelle de type K (norme 107-2-D1)

Depuis le début de 1990, la présence de prises avec terre est devenue obligatoire dans les installations neuves.
Cette prise K est en quelque sorte symétrique au type E : la broche de terre, au lieu de dépasser du socle femelle, dépasse du connecteur mâle. Ce qui rend les types E et F incompatibles avec les prises danoises. Les types E et F peuvent se brancher sur ce socle danois mais la terre n'est alors pas reliée ce qui pose des problèmes de sécurité. Quant au connecteur mâle danois il n'entre simplement pas dans les socles E ou F. Des adaptateurs existent mais restent difficiles à trouver.
Depuis juillet 2008, l'installation de prises murales de type E (françaises avec terre) est autorisée au Danemark , en partie pour répondre à la présence massive sur le marché danois d'équipements avec des fiches mâles européennes E/F.

### Type L – Prises italiennes

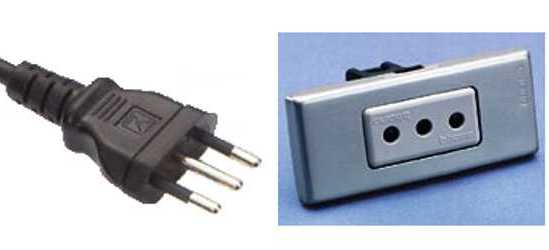
Fiche mâle et prise femelle de type L

L'Italie utilise deux versions (10 et 16 A) qui se distinguent par le diamètre et l'espacement des broches. Cette prise se trouve aussi au Liban, en Éthiopie, en Argentine, en Uruguay et au Chili et à l'occasion dans le Nord africain ou en Espagne. Le type C est aussi assez répandu en Italie. On peut enfin trouver des connecteurs CEE& 7/7 (type F) sur certains appareils électroménagers qui ne sont alors pas toujours compatibles avec tous les socles muraux italiens.

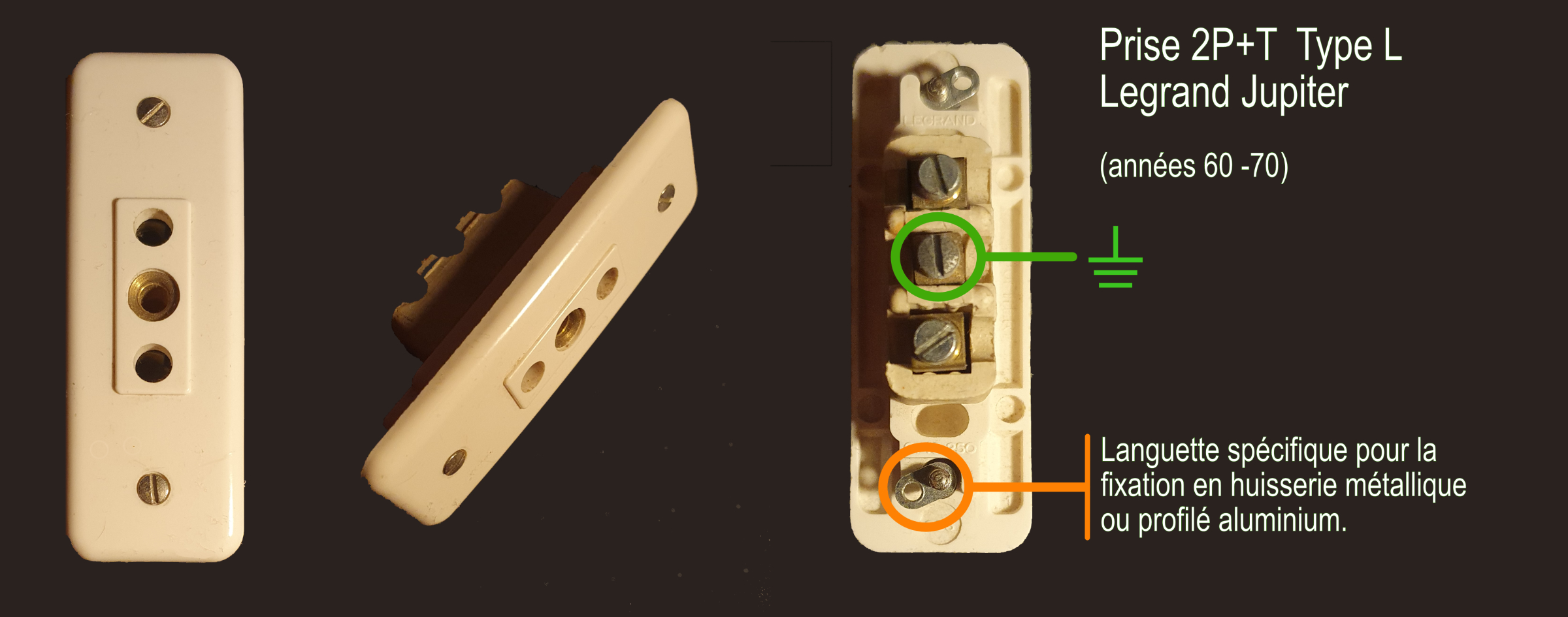
Prise de type L Legrand Jupiter pour pose en huisserie.

Cette prise était très présente en France jusque dans les années 1970, dans les montages d'appareillage étroit en huisserie métallique, aujourd'hui interdits (série Jupiter de Legrand, par exemple). Jusqu'à la fin des années 1960, elle était aussi disponible en appareillage standard (Séries Mistral (saillie) et Neptune (encastré) de Legrand ou encore Pratic et Magic de BTicino, par exemple). On peut encore en rencontrer dans de vieilles installations.
CEI 23-16/VIIversion 10 A : Très similaire au type C, sauf qu'une broche de terre de 4 mm de diamètre est placée au milieu des deux autres broches, elles aussi de 4 mm de diamètre. Ces deux dernières broches sont distantes de 19 mm d'entraxe, de façon similaire aux prises de type F. Certains socles acceptent d'ailleurs les fiches mâles de type F (des ergots de terre sont ajoutés en plus du trou central). Attention, avec une prise mâle de type E, la connexion de terre ne serait pas assurée.
CEI 23-16/VIIversion 16 A : Cette version a pour particularité supplémentaire d'avoir des broches plus grosses (5 mm de diamètre) et plus éloignées de 7 millimètres (entraxe de 26 mm au lieu de 19 mm pour la version 10 A). Toutefois, on trouve souvent des trous supplémentaires pour accueillir la version 10 A ou les prises C.
On peut trouver des socles capables d'accueillir les trois types C, E et F en plus des deux versions italiennes.

### Type N – Norme internationale CEI 60906-1

Prise CEI 60906-1

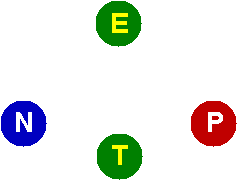
Positions relatives de la terre (E) d'une fiche de type E (femelle murale vue de face) par rapport à celle de la terre (T) dans une fiche de type N (P et N dénotant les positions de la phase et du neutre dans une prise de type E, inversées pour le type N)

Le modèle CEI 60906-1, prévu par la Commission électrotechnique internationale (CEI) pour devenir l'unique norme européenne en 1986, a finalement été vite oublié pour plusieurs décennies (jusqu’en 2007). Il ressemble à la prise suisse J, sans lui être identique. Il est prévu à l'origine pour une tension de 200 à 250 V en 16 A maximum en usage domestique. Les socles peuvent être conçus pour pouvoir recevoir différents diamètres de broche : (4 mm de C et 4,8 mm de E) ou pour recevoir différents écartements de prises (J-10A et J-16A italiennes). La prise utilise pour le neutre (conventionnellement à gauche) et la phase deux broches cylindriques de diamètre 4,5 mm avec un entraxe de 19 mm (donc avec un espace entre broche de 14,5 mm) comme dans les prises C, E, F, J-10 A, L-10 A et K (le diamètre des broches pouvant varier). La broche de terre, cylindrique de même diamètre, se situe à égale distance entre les broches de phase et de neutre, à 3 mm du milieu de leur axe ; cette distance de 3 mm distingue notamment le type N des fiches E et F où la broche de terre est plus excentrée (environ 10 mm pour la prise F et 5 mm pour la prise J, au lieu de 3 mm pour la prise N).
Les broches ont une longueur de 19 mm. Les broches de neutre et de phase sont isolées sur les dix premiers millimètres. Les socles sont souvent en creux.
Depuis 2015, l’Afrique du Sud planifie la généralisation de cette norme sous la dénomination SANS-2, en remplacement de l’ancienne norme SANS 164-1. Depuis 2007, Le Brésil utilise cette norme sous la dénomination NBR 14136, mais avec deux variantes : broches de 4 mm pour 10 A ou broches de 4,8 mm pour 20 A.

## Comparaison des types de standard
| CEI Fiches monde Type1 | Standard                              | Puissance                                              | Mise à la terre | Polarisé | Protection fusible | Broches isolées                       | Compatible Europlug |
| ---------------------- | ------------------------------------- | ------------------------------------------------------ | --------------- | -------- | ------------------ | ------------------------------------- | ------------------- |
| A                      | NEMA 1-15 non polarisée               | 15 A/125 V                                             | Non             | Non      | Non                | Non                                   | Non                 |
| A                      | NEMA 1-15 polarisée                   | 15 A/125 V                                             | Non             | Oui      | Non                | Non                                   | Non                 |
| A                      | JIS C 8303, Class II                  | 15 A/100 V                                             | Non             | Non      | Non                | Non                                   | Non                 |
| B                      | NEMA 5-15                             | 15 A/125 V                                             | Oui*            | Oui      | Non                | Non                                   | Non                 |
| B                      | NEMA 5-20                             | 20 A/125 V                                             | Oui*            | Oui      | Non                | Non                                   | Non                 |
| B                      | JIS C 8303, Class I                   | 15 A/100 V                                             | Oui*            | Oui      | Non                | Non                                   | Non                 |
| C                      | CEE 7/16 (Europlug)                   | 2.5 A/250 V                                            | Non             | Non      | Non                | Oui                                   | Oui                 |
| -                      | CEE 7/17                              | 16 A/250 V                                             | Non             | Non2     | Non                | Non                                   | Oui                 |
| -                      | GOST 7396 C 1                         | 6 A/250 V 16 A/250 V                                   | Non             | Non      | Non                | Non                                   | Oui                 |
| -                      | BS 4573                               | Socket 0.2 A/250 V Plug Unspecified7                   | Non             | Non      | Non                | Oui                                   | Non                 |
| D                      | BS 546                                | 2 A/250 V 5 A/250 V 15 A/250 V 30 A/250 V              | Oui             | Oui      | Optionnel          | Optionnel                             | Non                 |
| E                      | CEE 7/5 & CEE 7/6 ‡                   | 16 A/250 V                                             | Oui*            | Oui4     | Non                | Non†                                  | Oui                 |
| F                      | CEE 7/3 & CEE 7/4 Schuko ‡            | 16 A/250 V                                             | Oui*            | Non      | Non                | Non†                                  | Oui                 |
| G                      | BS 1363, IS 401 & 411, MS 589, SS 145 | 13 A/250 V                                             | Oui             | Oui      | Oui                | Oui                                   | Non                 |
| H                      | SI 32                                 | 16 A/250 V                                             | Oui5            | Oui      | Non                | Non                                   | Oui                 |
| -                      | TIS 166-2549                          | 16 A/250 V                                             | Oui             | Oui      | Non                | Oui                                   | Oui                 |
| I                      | AS/NZS 3112                           | 10 A/240 V 15 A/240 V 20 A/240 V 25 A/240 V 32 A/240 V | Oui*            | Oui      | Non                | Oui                                   | Non                 |
| I                      | CPCS-CCC                              | 10 A/250 V                                             | Oui             | Oui      | Non                | Non                                   | Non                 |
| I                      | IRAM 2073                             | 10 A/250 V                                             | Oui             | Oui      | Non                | Non                                   | Non                 |
| J                      | SN 441011 (Suisse)                    | 10 A/250 V 16 A/250 V                                  | Oui*            | Oui      | Optionnel5         | Oui pour les fiches 10 A depuis 20126 | Oui                 |
| K                      | Danish 107-2-D1                       | 13 A/250 V                                             | Oui*            | Oui      | Non                | Non                                   | Oui                 |
| L                      | CEI 23-16/VII                         | 10 A/250 V 16 A/250 V                                  | Oui*            | Non      | Non                | Oui                                   | Oui                 |
| M                      | South Africa SABS 164-1               | 16 A/250 V                                             | Oui             | Oui      | Optionnel          | Optionnel                             | Non                 |
| N                      | Brazilian NBR 14136 (2 pin)           | 10 A/250 V 20 A/250 V                                  | Non             | Non      | Non                | Oui                                   | Oui                 |
| N                      | Brazilian NBR 14136 (3 pin)           | 10 A/250 V 20 A/250 V                                  | Oui*            | Oui      | Non                | Oui                                   | Oui                 |
| N                      | South Africa SABS 164-2 (2 pin)       | 16 A/250 V                                             | Non             | Non      | Non                | Oui                                   | Oui                 |
| N                      | South Africa SABS 164-2 (3 pin)       | 16 A/250 V                                             | Oui*            | Oui      | Non                | Oui                                   | Oui                 |

* Compatible avec les prises non mises à la terre.
† Prise qui empêche le contact humain avec les prises.
‡ CEE 7/7 spécifie une fiche de mise à la terre hybride qui s'adapte à la fois les CEE 7/3 et CEE 7/5 prises. CEE 7/17 précise une fiche hybride mis au jour qui conviendra à la fois dans les CEE 7/3 et CEE 7/5 prises.
2 Il y a une certaine prise CEE 7/17 avec la forme spéciale qui est polarisée quand elle est utilisée avec CEE 7/5 des douilles (mécaniquement seulement).
3 La prise peut seulement être insérée d'une façon avec CEE 7/5 français, mais le manque de convention télégraphiante signifie que le système n'est pas polarisé.
4 Des douilles plus récentes peuvent accepter des Europlug non liée à la terre.
5 Protection par fusible techniquement possible et existant, mais rare et inhabituel.
6 La production et l'importation de fiches 10 A sans isolation partielle des broches ne sont plus permises depuis 2012. Les fiches 16 A ne possèdent pas d'isolation partielle car les prises correspondantes sont nécessairement « en creux » ou à « collerette » ce qui empêche de toucher les broches.
7 BS 4573 ne spécifie pas explicitement d'évaluation de courant pour une prise conforme, voir BS 4573 section de normes(standards) britanniques et compatibles.

## Systèmes multiprises
Il existe deux grands types de systèmes multiprises : ceux sous forme de boîtiers, et ceux sous forme de racks ou barrettes, éventuellement munis d'un interrupteur.

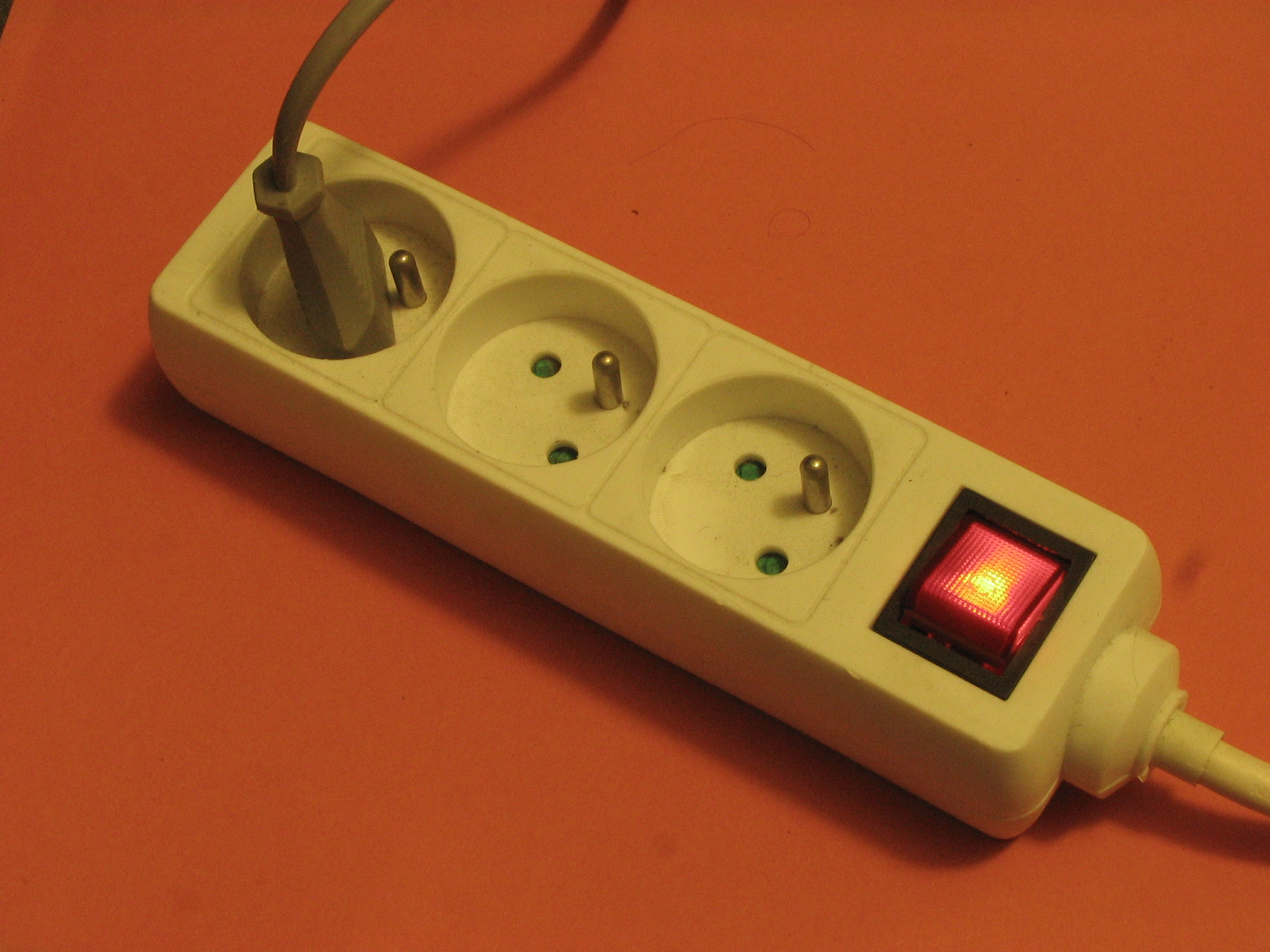
Système multiprise sous forme de barrette, avec un interrupteur.

## Répartition mondiale des types de prises

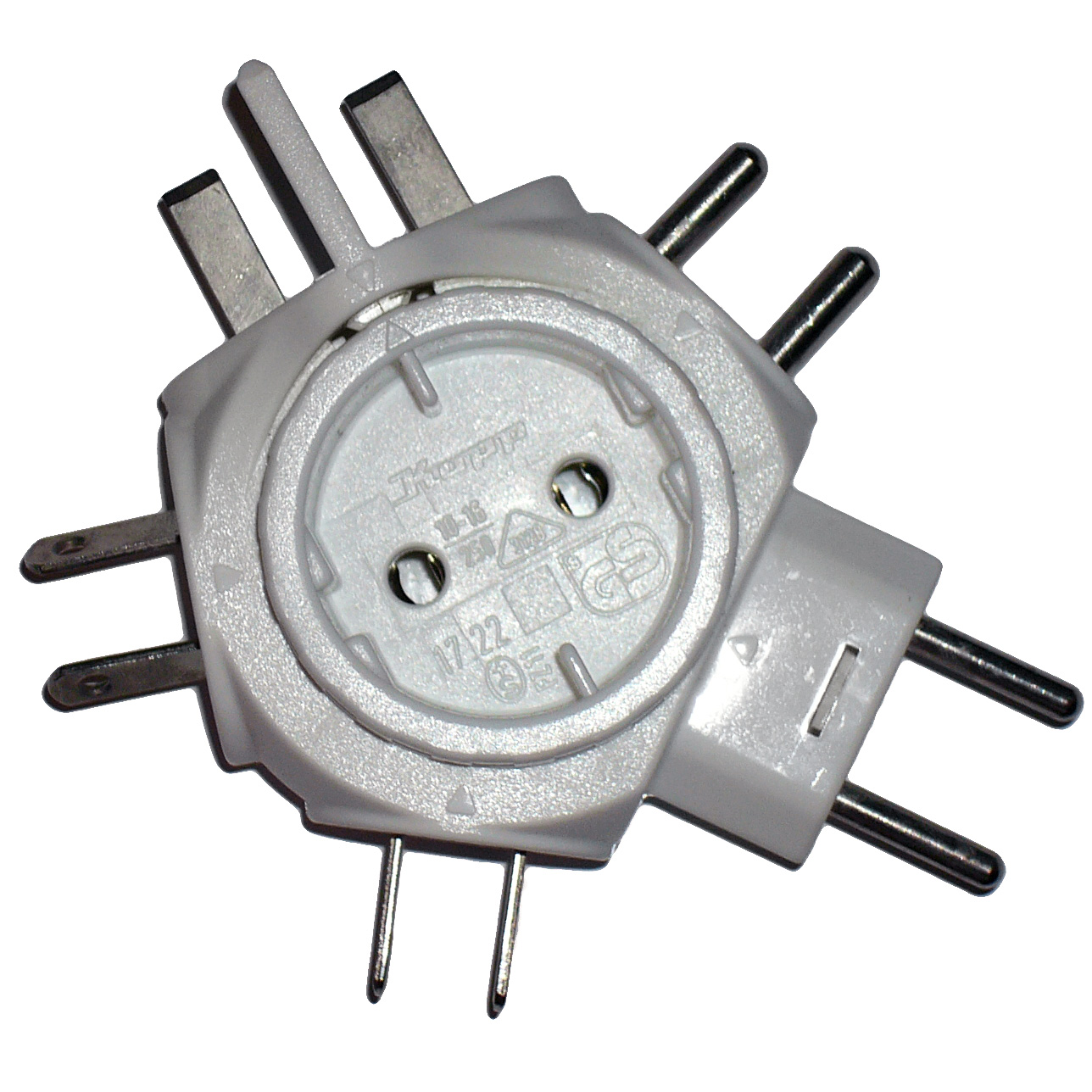
Adaptateur de voyage.

Différents types de prises utilisées dans le monde

| Pays                                | Type A | Type B | Type C | Type D | Type E | Type F | Type G | Type H | Type I | Type J | Type K | Type L | Type M | Type N | Tension (V) | Fréquence (Hz) |
| ----------------------------------- | ------ | ------ | ------ | ------ | ------ | ------ | ------ | ------ | ------ | ------ | ------ | ------ | ------ | ------ | ----------- | -------------- |
| Afghanistan                         |        |        | Oui    |        |        | Oui    |        |        |        |        |        |        |        |        | 220         | 50             |
| Afrique du Sud                      |        |        |        | Oui    |        |        |        |        |        |        |        |        | Oui    | Oui    | 230         | 50             |
| Albanie                             |        |        | Oui    |        |        | Oui    |        |        |        |        |        |        |        |        | 230         | 50             |
| Algérie                             |        |        | Oui    |        |        | Oui    |        |        |        |        |        |        |        |        | 230         | 50             |
| Allemagne                           |        |        |        |        |        | Oui    |        |        |        |        |        |        |        |        | 230         | 50             |
| Andorre                             |        |        |        |        |        | Oui    |        |        |        |        |        |        |        |        | 230         | 50             |
| Angleterre (Royaume-Uni)            |        |        |        |        |        |        | Oui    |        |        |        |        |        |        |        | 230         | 50             |
| Îles Anglo-Normandes                |        |        | Oui    |        |        |        | Oui    |        |        |        |        |        |        |        | 230         | 50             |
| Angola                              |        |        | Oui    |        |        |        |        |        |        |        |        |        |        |        | 220         | 50             |
| Anguilla                            | Oui    |        |        |        |        |        | Oui    |        |        |        |        |        |        |        | 240         | 50             |
| Antigua-et-Barbuda                  | Oui    | Oui    |        |        |        |        | Oui    |        |        |        |        |        |        |        | 230         | 60             |
| Antilles néerlandaises              | Oui    | Oui    |        |        |        | Oui    |        |        |        |        |        |        |        |        | 127/220     | 50             |
| Arabie saoudite                     | Oui    | Oui    |        |        |        | Oui    | Oui    |        |        |        |        |        |        |        | 127/220     | 60             |
| Argentine                           |        |        | Oui    |        |        |        |        |        | Oui    |        |        |        |        |        | 220         | 50             |
| Arménie                             |        |        | Oui    |        |        | Oui    |        |        |        |        |        |        |        |        | 230         | 50             |
| Aruba                               | Oui    | Oui    |        |        |        | Oui    |        |        |        |        |        |        |        |        | 120         | 60             |
| Australie                           |        |        |        |        |        |        |        |        | Oui    |        |        |        |        |        | 230         | 50             |
| Autriche                            |        |        |        |        |        | Oui    |        |        |        |        |        |        |        |        | 230         | 50             |
| Azerbaïdjan                         |        |        | Oui    |        |        | Oui    |        |        |        |        |        |        |        |        | 220         | 50             |
| Bahamas                             | Oui    | Oui    |        |        |        |        |        |        |        |        |        |        |        |        | 120         | 60             |
| Bahreïn                             |        |        |        |        |        |        | Oui    |        |        |        |        |        |        |        | 230         | 50             |
| Îles Baléares                       |        |        |        |        |        | Oui    |        |        |        |        |        |        |        |        | 230         | 50             |
| Bangladesh                          |        |        | Oui    | Oui    |        |        | Oui    |        |        |        | Oui    |        |        |        | 220         | 50             |
| Barbade                             | Oui    | Oui    |        |        |        |        |        |        |        |        |        |        |        |        | 115         | 50             |
| Belgique                            |        |        |        |        | Oui    |        |        |        |        |        |        |        |        |        | 230         | 50             |
| Belize                              |        | Oui    |        |        |        |        | Oui    |        |        |        |        |        |        |        | 110/220     | 60             |
| Bénin                               |        |        |        |        | Oui    |        |        |        |        |        |        |        |        |        | 220         | 50             |
| Bermudes                            | Oui    | Oui    |        |        |        |        |        |        |        |        |        |        |        |        | 120         | 60             |
| Bhoutan                             |        |        |        | Oui    |        | Oui    | Oui    |        |        |        |        |        | Oui    |        | 230         | 50             |
| Biélorussie                         |        |        | Oui    |        |        | Oui    |        |        |        |        |        |        |        |        | 220         | 50             |
| Birmanie (Myanmar)                  |        |        | Oui    | Oui    |        | Oui    | Oui    |        |        |        |        |        |        |        | 230         | 50             |
| Bolivie                             | Oui    | Oui    | Oui    |        |        | Oui    |        |        |        |        |        |        |        |        | 230         | 50             |
| Bosnie-Herzégovine                  |        |        |        |        |        | Oui    |        |        |        |        |        |        |        |        | 230         | 50             |
| Botswana                            |        |        |        | Oui    |        |        | Oui    |        |        |        |        |        | Oui    |        | 230         | 50             |
| Brésil                              |        |        |        |        |        |        |        |        |        |        |        |        |        | Oui    | 127/220     | 60             |
| Brunei                              |        |        |        |        |        |        | Oui    |        |        |        |        |        |        |        | 240         | 50             |
| Bulgarie                            |        |        |        |        |        | Oui    |        |        |        |        |        |        |        |        | 230         | 50             |
| Burkina Faso                        |        |        | Oui    |        | Oui    |        |        |        |        |        |        |        |        |        | 220         | 50             |
| Burundi                             |        |        | Oui    |        | Oui    |        |        |        |        |        |        |        |        |        | 220         | 50             |
| Îles Caïmans                        | Oui    | Oui    |        |        |        |        |        |        |        |        |        |        |        |        | 120         | 60             |
| Cambodge                            | Oui    |        | Oui    |        |        |        | Oui    |        |        |        |        |        |        |        | 230         | 50             |
| Cameroun                            |        |        | Oui    |        | Oui    |        |        |        |        |        |        |        |        |        | 220         | 50             |
| Canada                              | Oui    | Oui    |        |        |        |        |        |        |        |        |        |        |        |        | 120         | 60             |
| Îles Canaries                       |        |        | Oui    |        | Oui    |        |        |        |        |        |        | Oui    |        |        | 230         | 50             |
| Cap-Vert (Îles)                     |        |        | Oui    |        |        | Oui    |        |        |        |        |        |        |        |        | 230         | 50             |
| République centrafricaine           |        |        | Oui    |        | Oui    |        |        |        |        |        |        |        |        |        | 220         | 50             |
| Chili                               |        |        | Oui    |        |        |        |        |        |        |        |        | Oui    |        |        | 220         | 50             |
| Chine                               | Oui    |        | Oui    |        |        | Oui    |        |        | Oui    |        |        |        |        |        | 220         | 50             |
| Île Christmas (Australie)           |        |        |        |        |        |        |        |        | Oui    |        |        |        |        |        | 230         | 50             |
| Chypre                              |        |        |        |        |        | Oui    | Oui    |        |        |        |        |        |        |        | 230         | 50             |
| Îles Cocos                          |        |        |        |        |        |        |        |        | Oui    |        |        |        |        |        | 230         | 50             |
| Colombie                            | Oui    | Oui    |        |        |        |        |        |        |        |        |        |        |        |        | 110         | 60             |
| Comores                             |        |        | Oui    |        | Oui    |        |        |        |        |        |        |        |        |        | 220         | 50             |
| République du Congo                 |        |        | Oui    |        | Oui    |        |        |        |        |        |        |        |        |        | 230         | 50             |
| République démocratique du Congo    |        |        | Oui    | Oui    | Oui    |        |        |        |        |        |        |        |        |        | 220         | 50             |
| Îles Cook                           |        |        |        |        |        |        |        |        | Oui    |        |        |        |        |        | 240         | 50             |
| Corée du Nord                       | Oui    |        | Oui    |        |        |        |        |        |        |        |        |        |        |        | 110/220     | 60             |
| Corée du Sud                        |        |        | Oui    |        |        | Oui    |        |        |        |        |        |        |        |        | 220         | 60             |
| Costa Rica                          | Oui    | Oui    |        |        |        |        |        |        |        |        |        |        |        |        | 120         | 60             |
| Côte d'Ivoire                       |        |        | Oui    |        | Oui    |        |        |        |        |        |        |        |        |        | 220         | 50             |
| Croatie                             |        |        |        |        |        | Oui    |        |        |        |        |        |        |        |        | 230         | 50             |
| Cuba                                | Oui    | Oui    | Oui    |        |        |        |        |        |        |        |        | Oui    |        |        | 110/220     | 60             |
| Curaçao                             | Oui    | Oui    |        |        |        |        |        |        |        |        |        |        |        |        | 127         | 50             |
| Danemark                            |        |        |        |        |        | Oui    |        |        |        |        | Oui    |        |        |        | 230         | 50             |
| Djibouti                            |        |        | Oui    |        | Oui    |        |        |        |        |        |        |        |        |        | 220         | 50             |
| République dominicaine              | Oui    | Oui    |        |        |        |        |        |        |        |        |        |        |        |        | 120         | 60             |
| Dominique                           |        |        |        | Oui    |        |        | Oui    |        |        |        |        |        |        |        | 230         | 50             |
| Écosse (Royaume-Uni)                |        |        |        |        |        |        | Oui    |        |        |        |        |        |        |        | 230         | 50             |
| Égypte                              |        |        | Oui    |        |        | Oui    |        |        |        |        |        |        |        |        | 220         | 50             |
| Émirats arabes unis                 |        |        |        |        |        |        | Oui    |        |        |        |        |        |        |        | 240         | 50             |
| Équateur                            | Oui    | Oui    |        |        |        |        |        |        |        |        |        |        |        |        | 120         | 60             |
| Érythrée                            |        |        | Oui    |        |        |        |        |        |        |        |        | Oui    |        |        | 230         | 50             |
| Espagne                             |        |        |        |        |        | Oui    |        |        |        |        |        |        |        |        | 230         | 50             |
| Estonie                             |        |        |        |        |        | Oui    |        |        |        |        |        |        |        |        | 230         | 50             |
| États-Unis d'Amérique               | Oui    | Oui    |        |        |        |        |        |        |        |        |        |        |        |        | 120         | 60             |
| Éthiopie                            |        |        | Oui    |        | Oui    | Oui    |        |        |        |        |        | Oui    |        |        | 220         | 50             |
| Îles Féroé                          |        |        |        |        |        |        |        |        |        |        | Oui    |        |        |        | 230         | 50             |
| Fidji                               |        |        |        |        |        |        |        |        | Oui    |        |        |        |        |        | 240         | 50             |
| Finlande                            |        |        |        |        |        | Oui    |        |        |        |        |        |        |        |        | 230         | 50             |
| France                              |        |        |        |        | Oui    |        |        |        |        |        |        |        |        |        | 230         | 50             |
| Gabon                               |        |        | Oui    |        |        |        |        |        |        |        |        |        |        |        | 220         | 50             |
| Îles Galápagos ( Équateur)          | Oui    | Oui    |        |        |        |        |        |        |        |        |        |        |        |        | 120         | 60             |
| Pays de Galles (Royaume-Uni)        |        |        |        |        |        |        | Oui    |        |        |        |        |        |        |        | 230         | 50             |
| Gambie                              |        |        |        |        |        |        | Oui    |        |        |        |        |        |        |        | 230         | 50             |
| Géorgie                             |        |        | Oui    |        |        | Oui    |        |        |        |        |        |        |        |        | 220         | 50             |
| Ghana                               |        |        |        | Oui    |        |        | Oui    |        |        |        |        |        |        |        | 230         | 50             |
| Gibraltar                           |        |        | Oui    |        |        |        | Oui    |        |        |        |        |        |        |        | 230         | 50             |
| Grèce                               |        |        |        |        |        | Oui    |        |        |        |        |        |        |        |        | 230         | 50             |
| Grenade                             |        |        |        |        |        |        | Oui    |        |        |        |        |        |        |        | 230         | 50             |
| Groenland                           |        |        |        |        |        |        |        |        |        |        | Oui    |        |        |        | 230         | 50             |
| Guadeloupe                          |        |        | Oui    |        | Oui    |        |        |        |        |        |        |        |        |        | 230         | 50             |
| Guam                                | Oui    | Oui    |        |        |        |        |        |        |        |        |        |        |        |        | 110         | 60             |
| Guatemala                           | Oui    | Oui    |        |        |        |        | Oui    |        | Oui    |        |        |        |        |        | 120         | 60             |
| Guinée                              |        |        | Oui    |        |        | Oui    |        |        |        |        | Oui    |        |        |        | 220         | 50             |
| Guinée équatoriale                  |        |        | Oui    |        |        | Oui    |        |        |        |        |        |        |        |        | 220         | 50             |
| Guyana                              | Oui    | Oui    |        | Oui    |        |        | Oui    |        |        |        |        |        |        |        | 240         | 60             |
| Guyane                              |        |        | Oui    | Oui    | Oui    |        |        |        |        |        |        |        |        |        | 220         | 50             |
| Haïti                               | Oui    | Oui    |        |        |        |        |        |        |        |        |        |        |        |        | 110         | 60             |
| Hawaï                               | Oui    | Oui    |        |        |        |        |        |        |        |        |        |        |        |        | 110         | 60             |
| Honduras                            | Oui    | Oui    |        |        |        |        |        |        |        |        |        |        |        |        | 110         | 60             |
| Hong Kong                           |        |        |        |        |        |        | Oui    |        |        |        |        |        |        |        | 220         | 50             |
| Hongrie                             |        |        |        |        |        | Oui    |        |        |        |        |        |        |        |        | 230         | 50             |
| Inde                                |        |        | Oui    | Oui    |        |        |        |        |        |        |        |        | Oui    |        | 230         | 50             |
| Indonésie                           |        |        | Oui    |        |        | Oui    |        |        |        |        |        |        |        |        | 230         | 50             |
| Irak                                |        |        | Oui    | Oui    |        |        | Oui    |        |        |        |        |        |        |        | 230         | 50             |
| Iran                                |        |        | Oui    |        |        | Oui    |        |        |        |        |        |        |        |        | 230         | 50             |
| Irlande                             |        |        |        |        |        |        | Oui    |        |        |        |        |        |        |        | 230         | 50             |
| Islande                             |        |        |        |        |        | Oui    |        |        |        |        |        |        |        |        | 230         | 50             |
| Israël                              |        |        |        |        |        |        |        | Oui    |        |        |        |        |        |        | 230         | 50             |
| Italie                              |        |        |        |        |        | Oui    |        |        |        |        |        | Oui    |        |        | 230         | 50             |
| Jamaïque                            | Oui    | Oui    |        |        |        |        |        |        |        |        |        |        |        |        | 110         | 50             |
| Japon                               | Oui    | Oui    |        |        |        |        |        |        |        |        |        |        |        |        | 100         | 50/60          |
| Jordanie                            |        |        | Oui    | Oui    |        | Oui    | Oui    |        |        |        |        |        |        |        | 230         | 50             |
| Kazakhstan                          |        |        | Oui    |        |        | Oui    |        |        |        |        |        |        |        |        | 220         | 50             |
| Kenya                               |        |        |        |        |        |        | Oui    |        |        |        |        |        |        |        | 240         | 50             |
| Kirghizistan                        |        |        | Oui    |        |        | Oui    |        |        |        |        |        |        |        |        | 220         | 50             |
| Kiribati                            |        |        |        |        |        |        |        |        | Oui    |        |        |        |        |        | 240         | 50             |
| Kosovo                              |        |        |        |        |        | Oui    |        |        |        |        |        |        |        |        | 230         | 50             |
| Koweït                              |        |        | Oui    |        |        |        | Oui    |        |        |        |        |        |        |        | 240         | 50             |
| Laos                                | Oui    | Oui    | Oui    |        | Oui    | Oui    |        |        |        |        |        |        |        |        | 230         | 50             |
| Lesotho                             |        |        |        |        |        |        |        |        |        |        |        |        | Oui    |        | 220         | 50             |
| Lettonie                            |        |        |        |        |        | Oui    |        |        |        |        |        |        |        |        | 230         | 50             |
| Liban                               |        |        | Oui    | Oui    |        |        | Oui    |        |        |        |        |        |        |        | 230         | 50             |
| Liberia                             | Oui    | Oui    |        |        |        |        | Oui    |        |        |        |        |        |        |        | 120         | 60             |
| Libye                               |        |        |        | Oui    |        | Oui    |        |        |        |        |        |        |        |        | 127/230     | 50             |
| Liechtenstein                       |        |        |        |        |        |        |        |        |        | Oui    |        |        |        |        | 230         | 50             |
| Lituanie                            |        |        |        |        |        | Oui    |        |        |        |        |        |        |        |        | 230         | 50             |
| Luxembourg                          |        |        |        |        |        | Oui    |        |        |        |        |        |        |        |        | 230         | 50             |
| Macao                               |        |        |        | Oui    |        |        | Oui    |        |        |        |        |        |        |        | 220         | 50             |
| Macédoine du Nord                   |        |        |        |        |        | Oui    |        |        |        |        |        |        |        |        | 230         | 50             |
| Madagascar                          |        |        | Oui    | Oui    | Oui    |        |        |        |        | Oui    | Oui    |        |        |        | 127/220     | 50             |
| Madère (Île)                        |        |        |        |        |        | Oui    |        |        |        |        |        |        |        |        | 230         | 50             |
| Malaisie                            |        |        |        |        |        |        | Oui    |        |        |        |        |        |        |        | 240         | 50             |
| Malawi                              |        |        |        |        |        |        | Oui    |        |        |        |        |        |        |        | 230         | 50             |
| Maldives                            |        |        |        | Oui    |        |        | Oui    |        |        |        |        |        |        |        | 230         | 50             |
| Mali                                |        |        | Oui    |        | Oui    |        |        |        |        |        |        |        |        |        | 220         | 50             |
| Îles Malouines                      |        |        |        |        |        |        | Oui    |        |        |        |        |        |        |        | 240         | 50             |
| Malte                               |        |        |        |        |        |        | Oui    |        |        |        |        |        |        |        | 230         | 50             |
| Île de Man                          |        |        | Oui    |        |        |        | Oui    |        |        |        |        |        |        |        | 230         | 50             |
| Îles Mariannes du Nord              | Oui    | Oui    |        |        |        |        |        |        |        |        |        |        |        |        | 120         | 60             |
| Maroc                               |        |        | Oui    |        | Oui    |        |        |        |        |        |        |        |        |        | 220         | 50             |
| Îles Marshall (Îles)                | Oui    | Oui    |        |        |        |        |        |        |        |        |        |        |        |        | 120         | 60             |
| Martinique                          |        |        | Oui    | Oui    | Oui    |        |        |        |        |        |        |        |        |        | 220         | 50             |
| Maurice (Île)                       |        |        | Oui    |        |        |        | Oui    |        |        |        |        |        |        |        | 230         | 50             |
| Mauritanie                          |        |        | Oui    |        |        |        |        |        |        |        |        |        |        |        | 220         | 50             |
| Mexique                             | Oui    | Oui    |        |        |        |        |        |        |        |        |        |        |        |        | 127         | 60             |
| États fédérés de Micronésie         | Oui    | Oui    |        |        |        |        |        |        |        |        |        |        |        |        | 120         | 60             |
| Moldavie                            |        |        | Oui    |        |        | Oui    |        |        |        |        |        |        |        |        | 230         | 50             |
| Monaco                              |        |        |        |        | Oui    | Oui    |        |        |        |        |        |        |        |        | 230         | 50             |
| Mongolie                            |        |        | Oui    |        | Oui    |        |        |        |        |        |        |        |        |        | 230         | 50             |
| Monténégro                          |        |        |        |        |        | Oui    |        |        |        |        |        |        |        |        | 230         | 50             |
| Montserrat                          | Oui    | Oui    |        |        |        |        |        |        |        |        |        |        |        |        | 230         | 60             |
| Mozambique                          |        |        | Oui    |        |        | Oui    |        |        |        |        |        |        | Oui    |        | 220         | 50             |
| Namibie                             |        |        |        | Oui    |        |        |        |        |        |        |        |        | Oui    |        | 220         | 50             |
| Nauru                               |        |        |        |        |        |        |        |        | Oui    |        |        |        |        |        | 240         | 50             |
| Népal                               |        |        | Oui    | Oui    |        |        |        |        |        |        |        |        | Oui    |        | 230         | 50             |
| Nicaragua                           | Oui    |        |        |        |        |        |        |        |        |        |        |        |        |        | 120         | 60             |
| Niger                               |        |        | Oui    | Oui    | Oui    | Oui    |        |        |        |        |        |        |        |        | 220         | 50             |
| Nigeria                             |        |        |        | Oui    |        |        | Oui    |        |        |        |        |        |        |        | 230         | 50             |
| Niue                                |        |        |        |        |        |        |        |        | Oui    |        |        |        |        |        | 230         | 50             |
| Île Norfolk (Île)                   |        |        |        |        |        |        |        |        | Oui    |        |        |        |        |        | 230         | 50             |
| Norvège                             |        |        |        |        |        | Oui    |        |        |        |        |        |        |        |        | 230         | 50             |
| Nouvelle-Zélande                    |        |        |        |        |        |        |        |        | Oui    |        |        |        |        |        | 230         | 50             |
| Nouvelle-Calédonie                  |        |        |        |        |        | Oui    |        |        |        |        |        |        |        |        | 220         | 50             |
| Oman                                |        |        | Oui    |        |        |        | Oui    |        |        |        |        |        |        |        | 240         | 50             |
| Ouganda                             |        |        |        |        |        |        | Oui    |        |        |        |        |        |        |        | 240         | 50             |
| Ouzbékistan                         |        |        | Oui    |        |        | Oui    |        |        |        |        |        |        |        |        | 220         | 50             |
| Pakistan                            |        |        | Oui    | Oui    |        |        |        |        |        |        |        |        |        |        | 230         | 50             |
| Palaos                              | Oui    | Oui    |        |        |        |        |        |        |        |        |        |        |        |        | 120         | 60             |
| Panama                              | Oui    | Oui    |        |        |        |        |        |        |        |        |        |        |        |        | 120         | 60             |
| Papouasie-Nouvelle-Guinée           |        |        |        |        |        |        |        |        | Oui    |        |        |        |        |        | 240         | 50             |
| Île de Pâques                       |        |        | Oui    |        |        |        |        |        |        |        |        | Oui    |        |        | 220         | 50             |
| Paraguay                            | Oui    | Oui    | Oui    |        |        |        |        |        |        |        |        |        |        | Oui    | 220         | 50             |
| Pays-Bas (Hollande)                 |        |        | Oui    |        |        | Oui    |        |        |        |        |        |        |        |        | 230         | 50             |
| Pérou                               | Oui    | Oui    | Oui    |        |        |        | Oui    |        |        |        |        |        | Oui    |        | 220         | 60             |
| Philippines                         | Oui    | Oui    | Oui    |        |        | Oui    |        |        |        |        |        |        |        |        | 220         | 60             |
| Îles Pitcairn (Îles)                |        |        |        |        |        |        |        |        | Oui    |        |        |        |        |        | 230         | 50             |
| Pologne                             |        |        |        |        | Oui    |        |        |        |        |        |        |        |        |        | 230         | 50             |
| Polynésie française                 |        |        | Oui    |        | Oui    |        |        |        |        |        |        |        |        |        | 220         | 50/60          |
| Porto Rico                          | Oui    | Oui    |        |        |        |        |        |        |        |        |        |        |        |        | 120         | 60             |
| Portugal                            |        |        |        |        |        | Oui    |        |        |        |        |        |        |        |        | 230         | 50             |
| Qatar                               |        |        |        | Oui    |        |        | Oui    |        |        |        |        |        |        |        | 240         | 50             |
| La Réunion                          |        |        |        |        | Oui    |        |        |        |        |        |        |        |        |        | 230         | 50             |
| Roumanie                            |        |        |        |        |        | Oui    |        |        |        |        |        |        |        |        | 230         | 50             |
| Russie                              |        |        | Oui    |        |        | Oui    |        |        |        |        |        |        |        |        | 230         | 50             |
| Rwanda                              |        |        | Oui    |        |        |        |        |        |        | Oui    |        |        |        |        | 230         | 50             |
| Saba                                | Oui    | Oui    |        |        |        |        |        |        |        |        |        |        |        |        | 110         | 60             |
| Sahara occidental                   |        |        | Oui    |        |        | Oui    |        |        |        |        |        |        |        |        | 230         | 50             |
| Saint-Barthélemy                    |        |        |        |        | Oui    |        |        |        |        |        |        |        |        |        | 220         | 60             |
| Saint-Christophe-et-Niévès          |        |        |        | Oui    |        |        | Oui    |        |        |        |        |        |        |        | 230         | 60             |
| Sainte-Hélène                       |        |        |        |        |        |        | Oui    |        |        |        |        |        |        |        | 230         | 50             |
| Sainte-Lucie                        |        |        |        |        |        |        | Oui    |        |        |        |        |        |        |        | 230         | 50             |
| Saint-Eustache                      | Oui    | Oui    |        |        |        | Oui    |        |        |        |        |        |        |        |        | 110/220     | 60             |
| Saint-Marin                         |        |        |        |        |        | Oui    |        |        |        |        |        | Oui    |        |        | 230         | 50             |
| Saint-Martin                        |        |        |        |        | Oui    |        |        |        |        |        |        |        |        |        | 220         | 60             |
| Saint-Martin (Royaume des Pays-Bas) | Oui    | Oui    |        |        |        |        |        |        |        |        |        |        |        |        | 110         | 60             |
| Saint-Pierre-et-Miquelon            |        |        |        |        | Oui    |        |        |        |        |        |        |        |        |        | 230         | 50             |
| Saint-Vincent-et-les-Grenadines     |        |        |        |        |        |        | Oui    |        |        |        |        |        |        |        | 230         | 50             |
| Îles Salomon (Îles)                 |        |        |        |        |        |        |        |        | Oui    |        |        |        |        |        | 230         | 50             |
| Salvador                            | Oui    | Oui    |        |        |        |        |        |        |        |        |        |        |        |        | 115         | 60             |
| Samoa                               |        |        |        |        |        |        |        |        | Oui    |        |        |        |        |        | 230         | 50             |
| Samoa américaines                   | Oui    | Oui    |        |        |        | Oui    |        |        | Oui    |        |        |        |        |        | 120         | 60             |
| Sao Tomé-et-Principe                |        |        | Oui    |        |        |        |        |        |        |        |        | Oui    |        |        | 230         | 50             |
| Sénégal                             |        |        | Oui    | Oui    | Oui    |        |        |        |        |        |        |        |        |        | 230         | 50             |
| Serbie                              |        |        |        |        |        | Oui    |        |        |        |        |        |        |        |        | 230         | 50             |
| Seychelles                          |        |        |        |        |        |        | Oui    |        |        |        |        |        |        |        | 240         | 50             |
| Sierra Leone                        |        |        |        | Oui    |        |        | Oui    |        |        |        |        |        |        |        | 230         | 50             |
| Singapour                           |        |        |        |        |        |        | Oui    |        |        |        |        |        |        |        | 230         | 50             |
| Slovaquie                           |        |        |        |        | Oui    |        |        |        |        |        |        |        |        |        | 230         | 50             |
| Slovénie                            |        |        |        |        |        | Oui    |        |        |        |        |        |        |        |        | 230         | 50             |
| Somalie                             |        |        | Oui    |        |        |        |        |        |        |        |        |        |        |        | 220         | 50             |
| Somaliland (République)             |        |        | Oui    |        |        |        |        |        |        |        |        |        |        |        | 220         | 50             |
| Soudan                              |        |        | Oui    | Oui    |        |        |        |        |        |        |        |        |        |        | 230         | 50             |
| Soudan du Sud (République)          |        |        | Oui    | Oui    |        |        |        |        |        |        |        |        |        |        | 230         | 50             |
| Sri Lanka                           |        |        |        | Oui    |        |        | Oui    |        |        |        |        |        |        |        | 230         | 50             |
| Suède                               |        |        |        |        |        | Oui    |        |        |        |        |        |        |        |        | 230         | 50             |
| Suisse                              |        |        |        |        |        |        |        |        |        | Oui    |        |        |        |        | 230         | 50             |
| Suriname                            |        |        | Oui    |        |        | Oui    |        |        |        |        |        |        |        |        | 127         | 60             |
| Svalbard                            |        |        |        |        |        | Oui    |        |        |        |        |        |        |        |        | 230         | 50             |
| Eswatini                            |        |        |        |        |        |        |        |        |        |        |        |        | Oui    |        | 230         | 50             |
| Eswatini                            |        |        | Oui    | Oui    |        |        |        |        |        |        |        |        |        |        | 230         | 50             |
| Syrie                               |        |        | Oui    |        | Oui    |        |        |        |        |        |        | Oui    |        |        | 220         | 50             |
| Tadjikistan                         |        |        | Oui    |        |        | Oui    |        |        |        |        |        |        |        |        | 220         | 50             |
| Taïwan (République)                 | Oui    | Oui    |        |        |        |        |        |        |        |        |        |        |        |        | 110         | 60             |
| Tanzanie                            |        |        |        | Oui    |        |        | Oui    |        |        |        |        |        |        |        | 230         | 50             |
| Tchad                               |        |        |        | Oui    | Oui    | Oui    |        |        |        |        |        |        |        |        | 220         | 50             |
| Tchéquie (République)               |        |        |        |        | Oui    |        |        |        |        |        |        |        |        |        | 230         | 50             |
| Thaïlande                           | Oui    | Oui    | Oui    |        |        |        |        |        |        |        |        |        |        |        | 220         | 50             |
| Timor oriental                      |        |        | Oui    |        | Oui    | Oui    |        |        | Oui    |        |        |        |        |        | 220         | 50             |
| Togo                                |        |        | Oui    |        |        |        |        |        |        |        |        |        |        |        | 220         | 50             |
| Tokelau                             |        |        |        |        |        |        |        |        | Oui    |        |        |        |        |        | 230         | 50             |
| Tonga                               |        |        |        |        |        |        |        |        | Oui    |        |        |        |        |        | 240         | 50             |
| Trinidad-et-Tobago                  | Oui    | Oui    |        |        |        |        |        |        |        |        |        |        |        |        | 115         | 60             |
| Tunisie                             |        |        | Oui    |        | Oui    |        |        |        |        |        |        |        |        |        | 220         | 50             |
| Turkménistan                        |        |        | Oui    |        |        | Oui    |        |        |        |        |        |        |        |        | 220         | 50             |
| Îles Turques-et-Caïques             | Oui    | Oui    |        |        |        |        |        |        |        |        |        |        |        |        | 120         | 60             |
| Turquie                             |        |        |        |        |        | Oui    |        |        |        |        |        |        |        |        | 230         | 50             |
| Tuvalu                              |        |        |        |        |        |        |        |        | Oui    |        |        |        |        |        | 230         | 50             |
| Ukraine                             |        |        | Oui    |        |        | Oui    |        |        |        |        |        |        |        |        | 230         | 50             |
| Uruguay                             |        |        | Oui    |        |        | Oui    |        |        | Oui    |        |        | Oui    |        |        | 220         | 50             |
| Vanuatu                             |        |        |        |        |        |        |        |        | Oui    |        |        |        |        |        | 230         | 50             |
| Vatican                             |        |        |        |        |        | Oui    |        |        |        |        |        | Oui    |        |        | 230         | 50             |
| Venezuela                           | Oui    | Oui    |        |        |        |        |        |        |        |        |        |        |        |        | 120         | 60             |
| Îles Vierges britanniques           | Oui    | Oui    |        |        |        |        |        |        |        |        |        |        |        |        | 110         | 60             |
| Îles Vierges des États-Unis         | Oui    | Oui    |        |        |        |        |        |        |        |        |        |        |        |        | 110         | 60             |
| Vietnam                             | Oui    |        | Oui    |        |        |        | Oui    |        |        |        |        |        |        |        | 220         | 50             |
| Wallis-et-Futuna (Îles)             |        |        |        |        | Oui    |        |        |        |        |        |        |        |        |        | 220         | 50             |
| Yémen                               | Oui    |        |        | Oui    |        |        | Oui    |        |        |        |        |        |        |        | 230         | 50             |
| Zaïre                               |        |        | Oui    | Oui    |        |        | Oui    |        |        |        |        |        |        |        | 230         | 50             |
| Zambie                              |        |        | Oui    |        |        | Oui    | Oui    |        |        |        |        |        |        |        | 220         | 50             |
| Zimbabwe                            |        |        |        | Oui    |        |        | Oui    |        |        |        |        |        |        |        | 240         | 50             |